# Erste Gruppenausstellung der Impressionisten

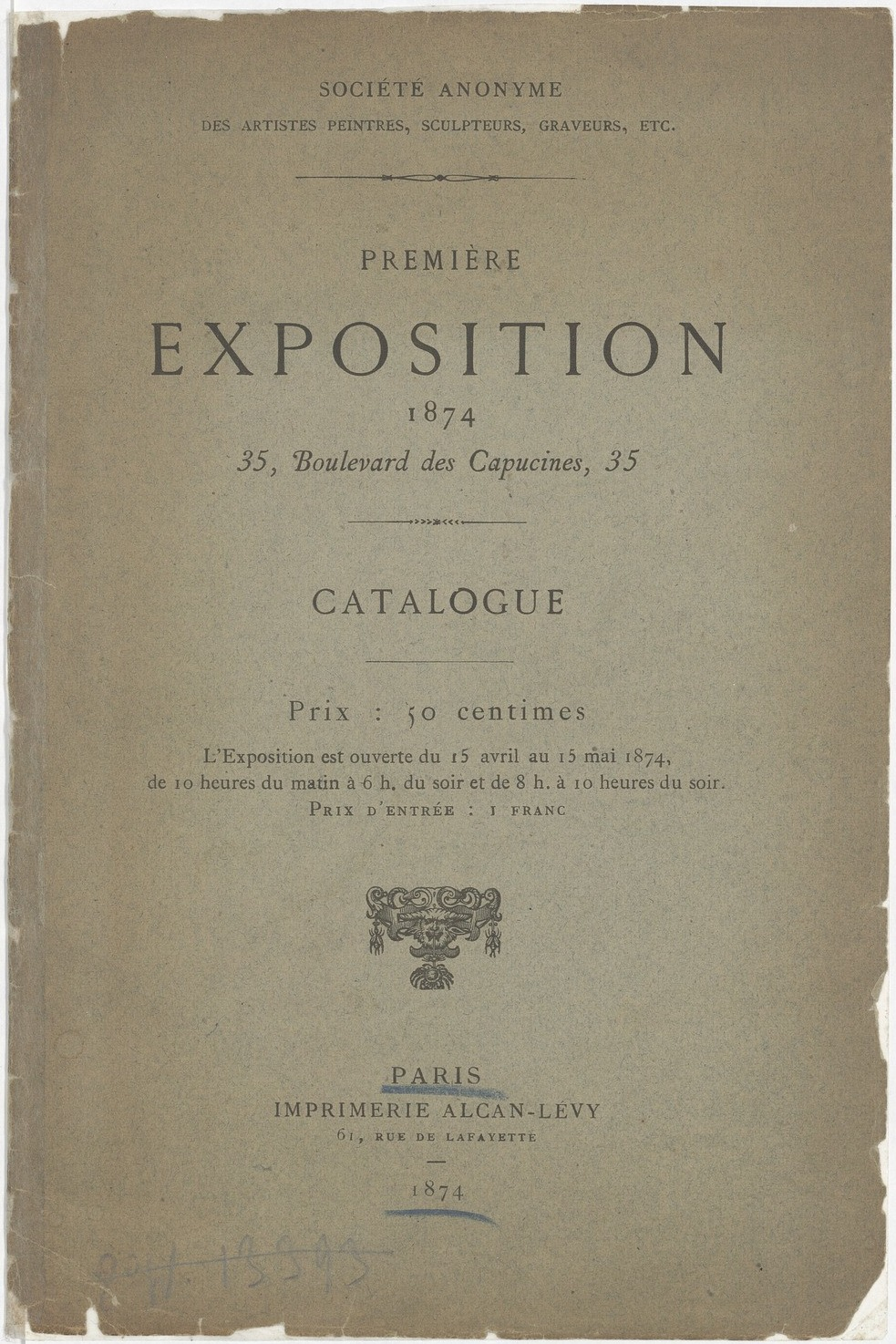
Katalogtitel zur Ersten Gruppenausstellung 1874

Die Erste Gruppenausstellung der Impressionisten war eine von Künstlern selbst organisierte Werkschau, die vom 15. April bis 15. Mai 1874 in den Atelierräumen des Fotografen Nadar in Paris (Boulevard des Capucines 35) stattfand. Die Ausstellung erhielt erst im Nachhinein die Beschreibung als Impressionisten-Ausstellung und firmierte bei der Eröffnung als Première Exposition (Erste Ausstellung) der Société anonyme des artistes peintres, sculpteurs et graveurs etc. (Aktiengesellschaft der Kunstmaler, Bildhauer und Graphiker usw.). Die Idee zur Ausstellung ging von einem Kreis von Künstlern aus, die seit den 1860er Jahren wiederholt von der Teilnahme am staatlichen Salon de Paris durch dessen konservative Jury ausgeschlossen wurden. Die 30 teilnehmenden Künstler lassen sich aus kunstgeschichtlicher Sicht nur zum Teil dem Begriff des Impressionismus zuordnen. Dies trifft am ehesten auf die Maler Claude Monet, Camille Pissarro, Pierre-Auguste Renoir, Alfred Sisley, Armand Guillaumin, Berthe Morisot und Edgar Degas zu. Die anderen teilnehmenden Künstler hatten teilweise keine inhaltlichen Gemeinsamkeiten zu den Impressionisten, waren jedoch durch ihre Beteiligung zur Finanzierung der Ausstellung willkommen. Die Ausstellung brachte den Künstlern insgesamt Aufmerksamkeit in der Presse; das Urteil der Kunstkritiker fiel differenziert aus. Finanziell war die Première Exposition ein Verlustgeschäft für die Teilnehmer, da nur wenige Werke aus der Ausstellung verkauft wurden. Dennoch folgten bis 1886 sieben weitere so genannte Impressionisten-Ausstellungen, wobei die teilnehmenden Künstler erheblich variierten.

## Vorgeschichte

### Kunstausstellungen der 1860er Jahre: Salon de Paris und Salon des Refusés
In den 1860er Jahren stellte der staatlich organisierte Salon de Paris für die Künstler in Frankreich nahezu die einzige Möglichkeit dar, ihre Werke einer breiten Öffentlichkeit zu präsentieren. Die zunächst im Zweijahresrhythmus stattfindende Ausstellung fand ein großes Echo in den Zeitungen und beeinflusste den Erfolg der Künstler auf dem Kunstmarkt. Über die Zulassung der von den Künstlern eingereichten Werke entschied eine Jury, die von dem konservativen Präsidenten Emilien de Nieuwerkerke geleitet wurde. Diese Kommission schätzte vor allem Werke der akademischen Kunst, darunter insbesondere Bilder der Historienmalerei. 1863 wurden von 5000 eingereichten Kunstwerken drei Fünftel von der Jury abgelehnt, was von Seiten der betroffenen Künstler zu Kritik an der Organisation des Salon führte. Auf Initiative des Kaisers Napoleon III. kam es im selben Jahr zur Veranstaltung des Salon des Refusés, in dem die Werke der vom Salon de Paris zurückgewiesenen Künstler ausgestellt wurden. Der Salon des Refusés zog zahlreiche Besucher an und die Zeitungen berichteten ausführlich. Die Künstler erhielten so zwar die gewünschte Aufmerksamkeit, die Kritiken fielen jedoch meist negativ aus. Zu den im Salon des Refusés gezeigten Bilder gehörten Das Mädchen in Weiß von James McNeill Whistler und Das Frühstück im Grünen von Édouard Manet, die beide wegen ihrer unkonventionellen Mal- und Darstellungsweise im Fokus der Kritik standen. Der Salon des Refusés blieb eine einmalige Veranstaltung, was wiederum bei einer Reihe von Künstlern zu erneuter Unzufriedenheit führte. Im Folgejahr erhielt der Salon de Paris einige organisatorische Veränderungen, insbesondere fand er nun jährlich statt.

### Salonteilnahmen der jüngeren Künstlergeneration
Die Jury des Salons von 1864 verhielt sich gegenüber den jüngeren Künstler etwas offener als im Vorjahr und ließ einige ihrer Werke zu. So konnten neben Manet auch die Maler Henri Fantin-Latour, Renoir, Pissarro und Morisot ihre Bilder ausstellen. Paul Cézanne hingegen wurde abgewiesen. Im Salon de Paris von 1865 sorgte Manet erneut für Aufsehen, als er neben einer Christusdarstellung das Bild Olympia – die Darstellung einer zeitgenössischen nackten Frau – zeigte. Das Bild führte zu heftiger Kritik in der Presse, die sowohl das Sujet wie die Malweise kritisierte. Claude Monet hingegen, der erstmals in Salon de Paris vertreten war, hatte mit seinen beiden konventionellen Darstellungen der Seinemündung bei Honfleur Erfolg. Ebenso zeigten Fantin-Latour, Pissarro, Renoir und Morisot Werke im Salon von 1865. Auch 1866 wurden einige der jüngeren Maler wie Edgar Degas (Der gefallene Jockey) und Monet (Camille im grünen Kleid) zum Salon zugelassen. Die beiden von Manet eingereichten Gemälde wies die Jury hingegen ab, obwohl die Motive nicht wie im Vorjahr skandalöse weibliche Nacktheit, sondern bekleidete männliche Personen in konservativer Aufmachung zeigten. Zudem wurden die Werke von Frédéric Bazille und Cézanne vom Pariser Salon 1866 abgelehnt. In der Jury gab es zwar einzelne Stimmen, etwa von Jean-Baptiste Camille Corot und Charles-François Daubigny, die den avantgardistischen jungen Künstlern gegenüber aufgeschlossen waren, die überwiegende Mehrheit der Kommission behielt jedoch eine konservative Haltung.

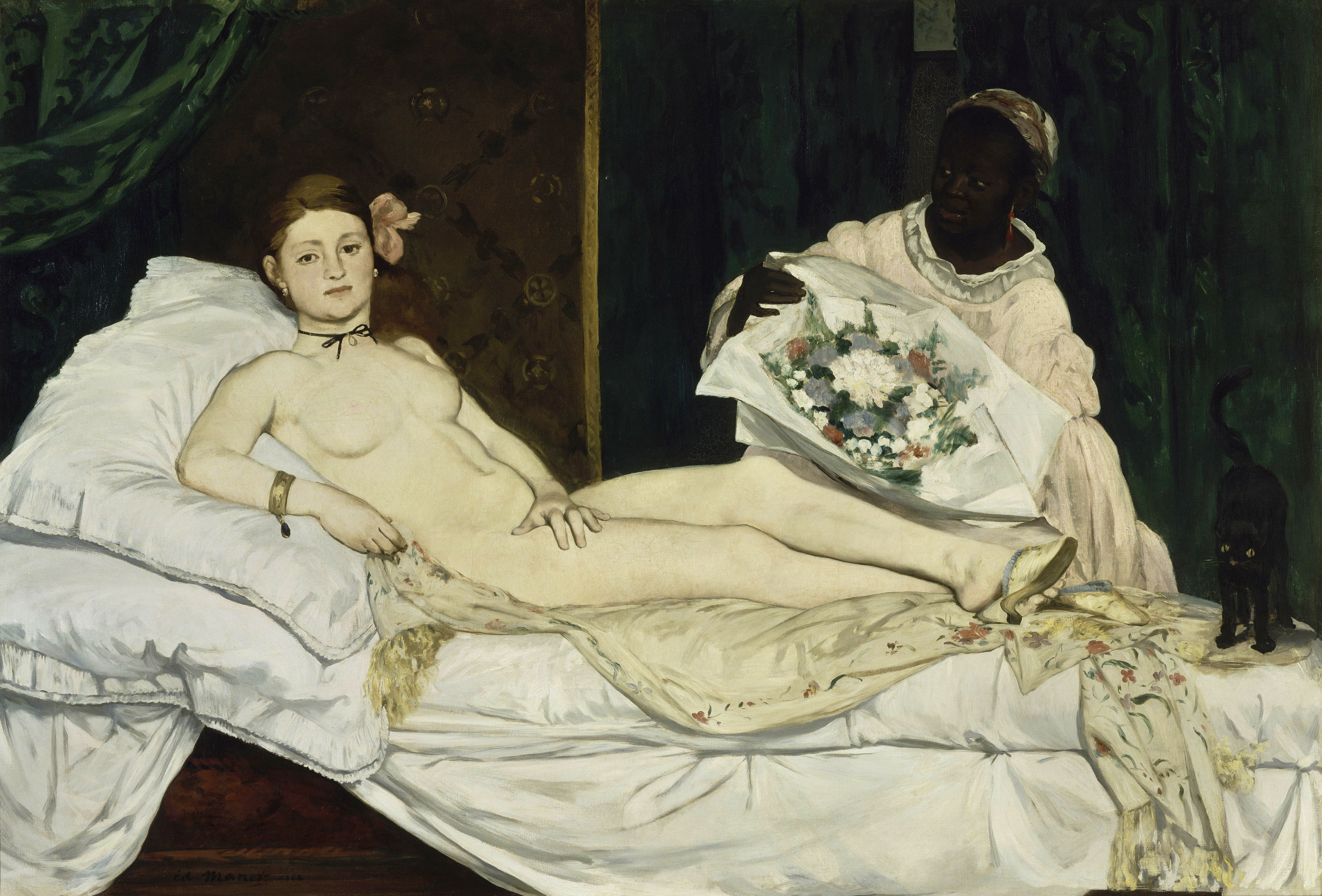
Édouard Manet: Olympia im Salon 1865
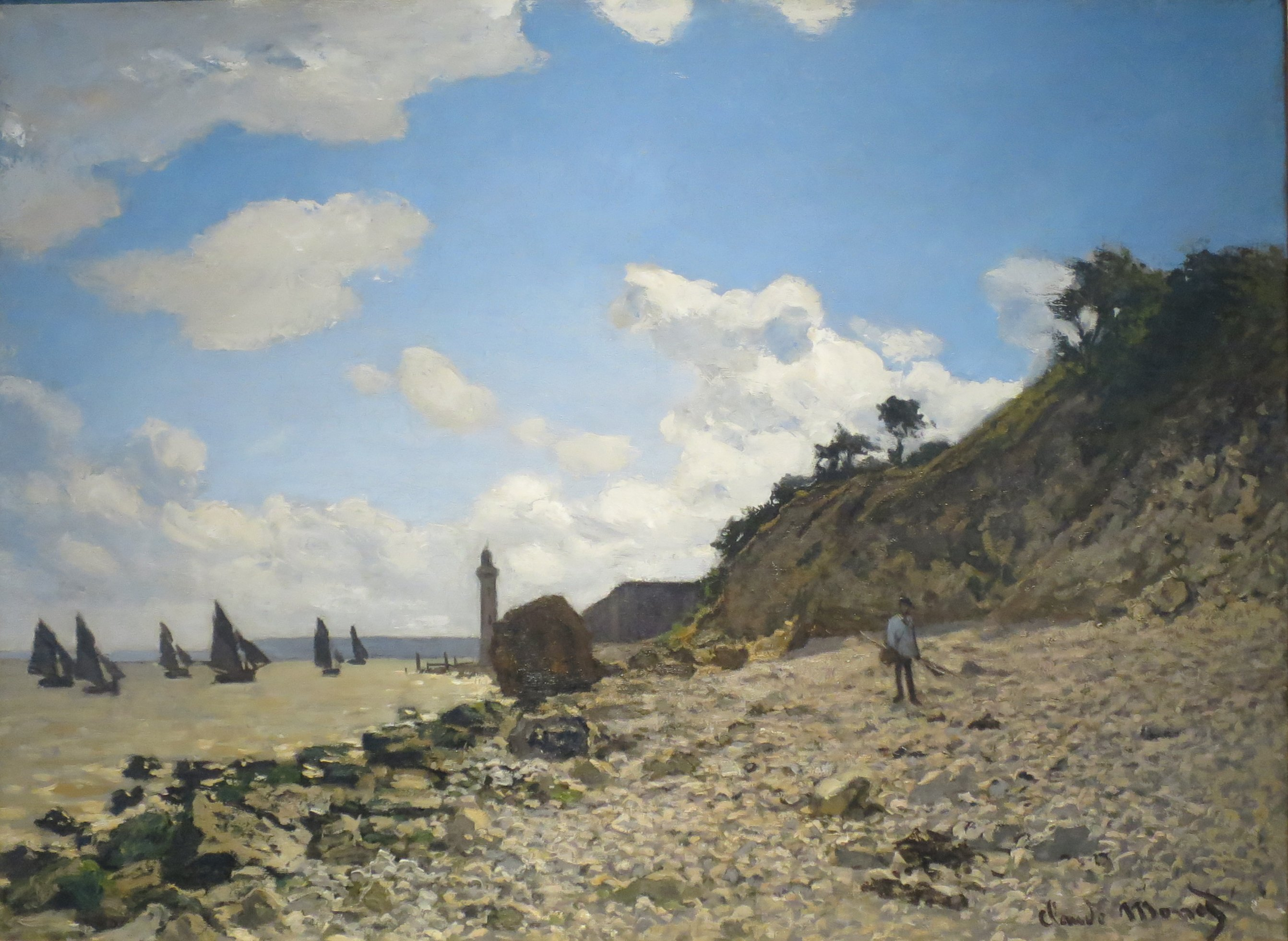
Claude Monet: Der Strand von Honfleur im Salon 1865
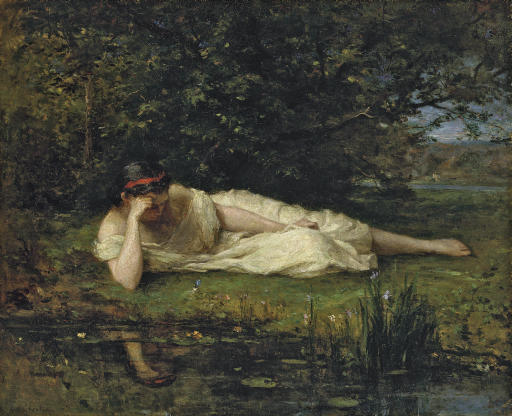
Berthe Morisot: Studie am Wasser im Salon 1865
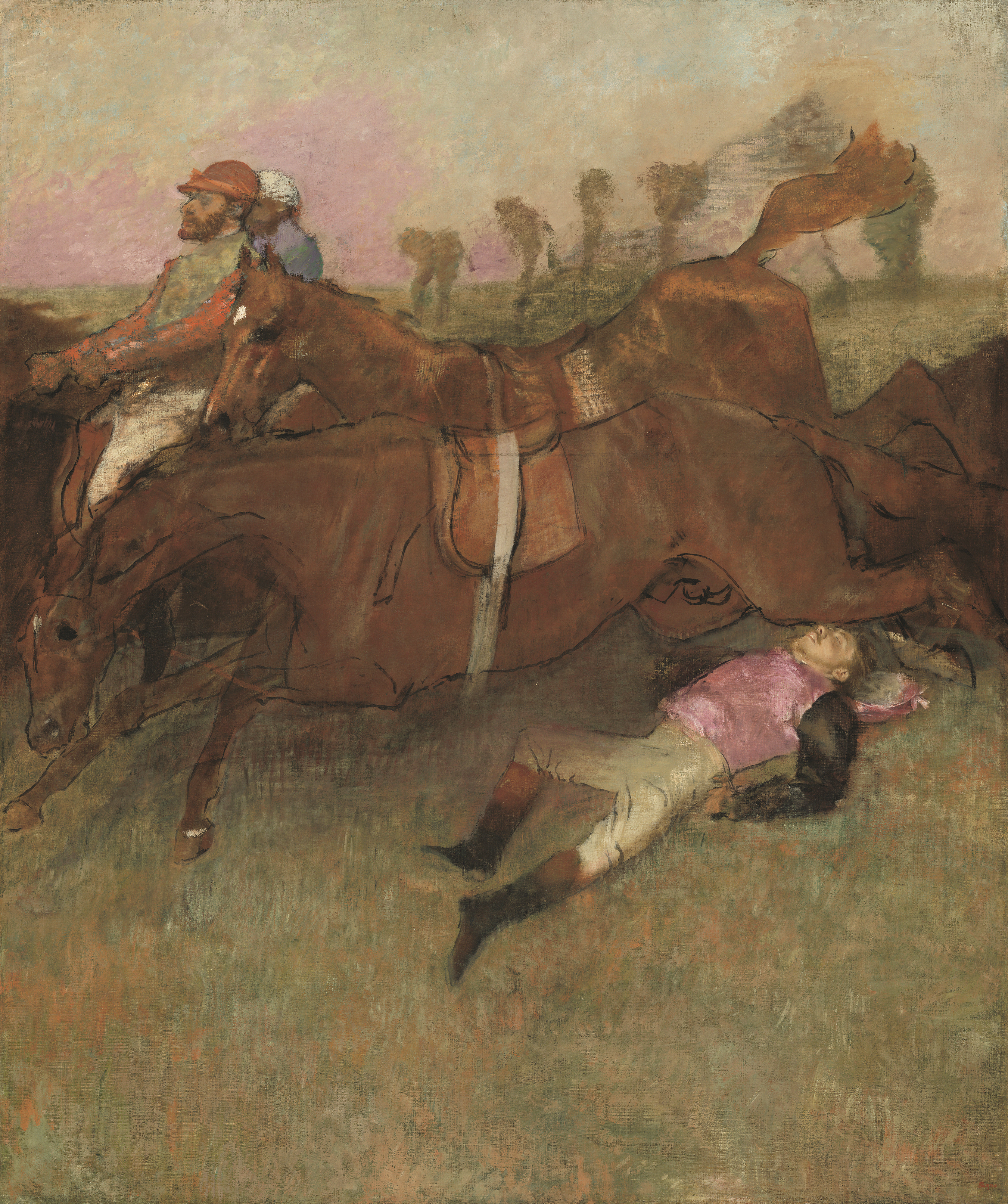
Edgar Degas: Der gefallene Jockey im Salon 1866
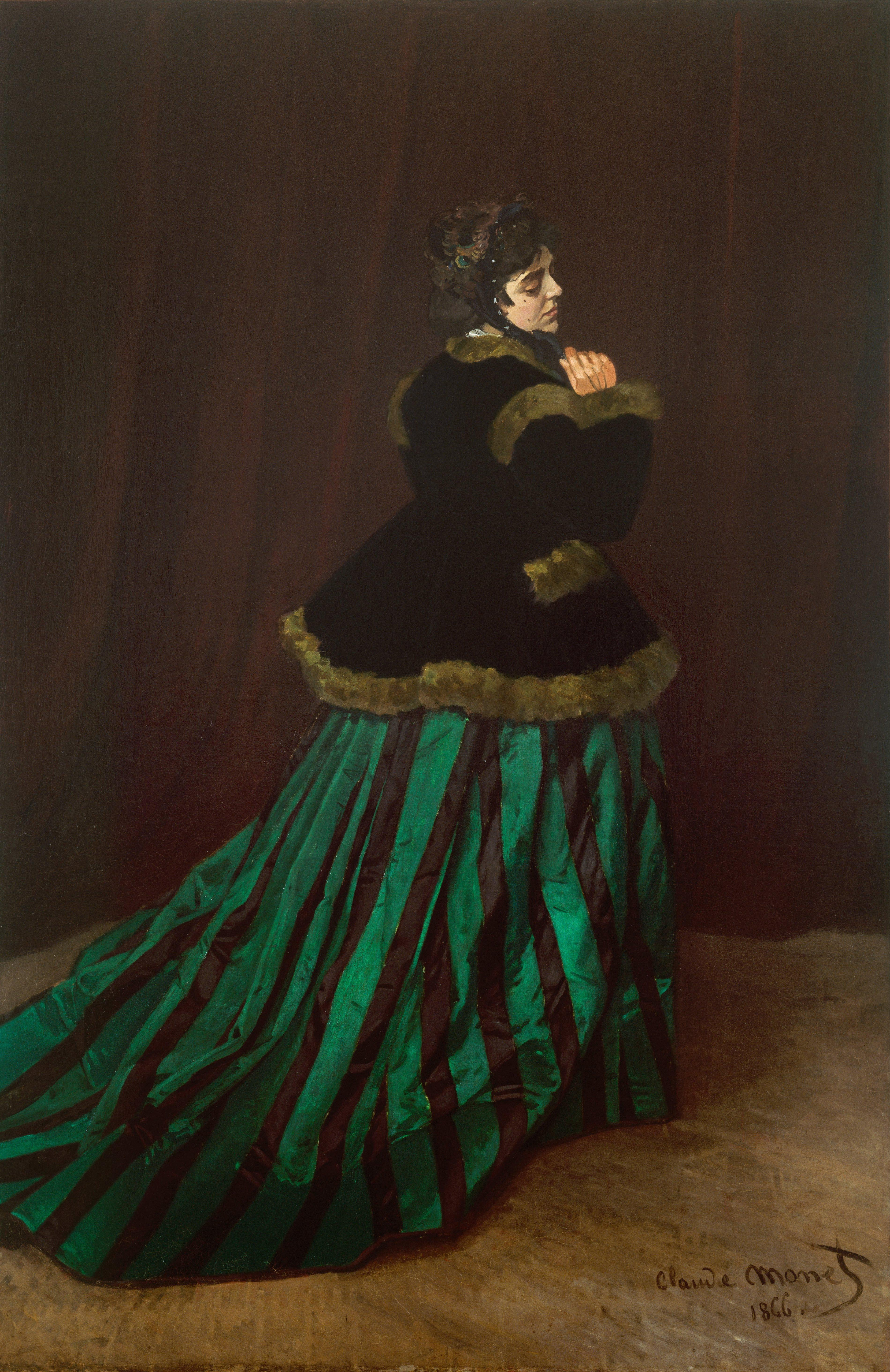
Claude Monet: Camille im Salon 1866

### Forderungen nach einem erneuten Salon der Zurückgewiesenen
Cézanne protestierte gegen die Ablehnung durch die Jury von 1866 und forderte in einem Brief an Kommissionspräsident Nieuwerkerke einen erneuten Salon des Refusés. Der Brief blieb unbeantwortet und ein neuerlicher Salon der Zurückgewiesenen kam nicht zustande. Der Schriftsteller Émile Zola sah sich im Frühjahr 1866 in Manets Atelier dessen abgelehnte Gemälde an. Anschließend schrieb er über die Bilder in der Zeitschrift L’Événement einen Artikel, worin er Manets Kunst verteidigte. In einem weiteren Artikel kritisierte er die Arbeit der Salonjury und forderte wie Cézanne, auch die Werke der abgelehnten Künstler öffentlich auszustellen, damit sich das Publikum selbst eine Meinung über deren Arbeiten bilden könne. Zola lobte in anderen Artikeln die von Monet und Pissarro im Salon de Paris gezeigten Gemälde. Monet wurde zudem von Jules-Antoine Castagnary gewürdigt, der dessen auf detaillierte Ausarbeitung und idealisierte Darstellung verzichtende Malerei dem Naturalismus zuordnete. Später nahm auch Zola den Begriff Naturalismus für die neuere Malerei auf; die jungen Maler hingegen kümmerten sich um solche Begrifflichkeiten wenig.

### Künstlerfreunde im Café Guerbois

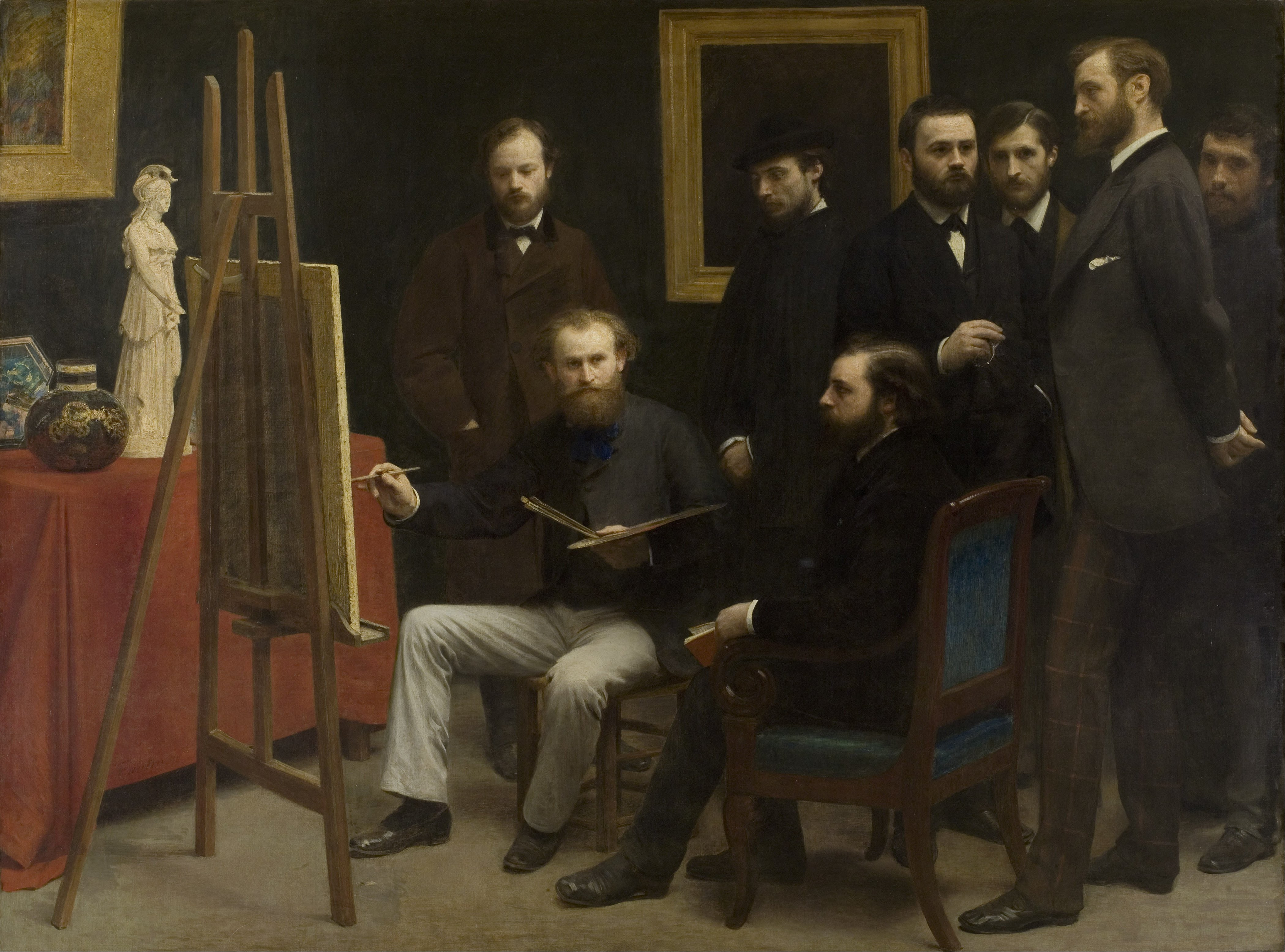
Die Maler Édouard Manet, Zacharie Astruc, Otto Scholderer, Pierre-Auguste Renoir, Frédéric Bazille und Claude Monet sowie der Kunstsammler Edmond Maître und der Schriftsteller Émile Zola im Gruppenporträt Un atelier aux Batignolles von Henri Fantin-Latour, 1870, Musée d’Orsay

Manet stellte Mitte der 1860er Jahre eine Art Vorbild für seine jüngeren Malerkollegen dar, dazu gehörten Monet, Renoir, Bazille und Alfred Sisley, die gemeinsam im Atelier des Malers Charles Gleyre studiert hatten. Diese Künstler trafen sich ab 1866 mit weiteren Malern wie Degas, Fantin-Latour, Constantin Guys, Félix Bracquemond, Zacharie Astruc, Antoine Guillemet und Alfred Stevens sowie Literaten wie Zola, Edmond Duranty, Armand Silvestre und Théodore Duret regelmäßig im Café Guerbois in der Grande Rue des Batignolles Nr. 9 (heute Avenue de Clichy Nr. 11) zum künstlerischen Austausch und zu heftigen Debatten, wobei Manet meist zu den Wortführern gehörte. Die Gruppe erhielt daher auch die Bezeichnung „la bande de Manet“ (Manets Bande) und wurde nach dem Ort als Groupe des Batignolles oder als Schule von Batignolles betitelt. Den Kern der Gruppe hielt Fantin-Latour später in seinem Gemälde Un atelier aux Batignolles fest. Die einzelnen Maler der Gruppe lebten in finanziell sehr unterschiedlichen Verhältnissen und waren mehr oder weniger vom Verkauf ihrer Arbeiten abhängig. Während Manet, Degas und Bazille aus wohlhabenden Familien stammten, fehlte es bei anderen Malern häufig am Notwendigsten. Dies führte dazu, dass Bazille beispielsweise Renoir 1866 in seine Wohnung aufnahm. Darüber hinaus unterstützte er in dieser Zeit Monet mit regelmäßigen Geldzahlungen und wurde Pate seines neugeborenen Sohnes. Zudem wohnten Monet und Sisley zeitweilig in Bazilles Atelier. Die jungen Maler strebten zwar individuell alle ihren beruflichen Erfolg an, bewegten sich aber zugleich in einem Netzwerk aus Gleichgesinnten, aus denen sich teilweise Freundschaften entwickelten.

### Erste Pläne für eine eigene Gruppenausstellung
1867 gab es für die Künstler in Frankreich gleich zwei bedeutende Gelegenheiten auf ein interessiertes und kaufkräftiges Publikum zu hoffen. Zum einen fand in Paris eine Weltausstellung statt, die auch einen Bereich mit Kunstwerken zeitgenössischer französischer Künstler zeigte. Zum anderen gab es erneut einen Salon de Paris. Die für Weltausstellung zuständige Jury wählte vor allem akademische Kunst aus und ließ als jüngste Kunstströmung lediglich Arbeiten der Maler der Schule von Barbizon wie Gustave Courbet, Corot, Daubigny, Théodore Rousseau und Jean-François Millet zu. Im Pariser Salon von 1867 gab es ebenfalls Beschränkungen. So konnten von der jüngeren Generation nur Degas, Morisot, Fantin-Latour sowie der Engländer James McNeill Whistler die Jury überzeugen. Hingegen wurden Monet, Cézanne, Guillemet, Sisley, Bazille, Pissarro und Renoir abgelehnt. Manet hatte sich nach der Zurückweisung seiner Werke im Vorjahr gegen die Teilnahme am Salon de Paris 1867 entschieden. Nachdem er bereits 1863 eine erste Einzelausstellung in der Galerie Martinet gehabt hatte, ließ er am Rand des Geländes der Weltausstellung an der Place de l’Alma auf eigene Kosten einen aufwendigen Pavillon errichten, indem er eine Retrospektive seines bisherigen Schaffens zeigte. Diese Ausstellung verschaffte ihm allerdings keinen Erfolg; die wenigen Besucher machten sich meist über seine Bilder lustig.
Die vom Salon 1867 zurückgewiesenen Maler um Monet verfassten ihrerseits einen Plan, zukünftig Ausstellungen in Eigenregie zu veranstalten. Gemeinsam begannen sie für ihr Vorhaben Geld zu sammeln, konnten jedoch zunächst nur eine geringe Summe einnehmen. Der Kern der Gruppe bestand zu dieser Zeit neben Monet aus Renoir, Sisley, Bazille, Pissarro, Fantin-Latour, Manet und Guillemet. Andere wie Degas, Morisot, Bracquemond und Armand Guillaumin gehörten zum näheren Umfeld. Auch ältere Künstler wie Courbet, Corot, Daubigny und Narcisso Virgilio Díaz de la Peña unterstützen das Vorhaben der Gruppe. Die Idee zerschlug sich jedoch vorerst.

### Erfolge und Misserfolge im Salon
1868 war die Salonjury den jungen Künstlern gegenüber aufgeschlossen und Manet, Monet, Degas, Renoir, Bazille, Morisot, Sisley und Pissarro konnten ihre Werke ausstellen; ein weiteres Werk von Monet wurde hingegen abgelehnt. Im selben Jahr zeigten Eugène Boudin, Courbet, Manet und Monet Werke in einer Ausstellung in Le Havre und erhielten dort jeweils Silbermedaillen. Die Künstler aus dem Umfeld des Café Guerbois reichten auch 1869 wieder ihre Werke zum Salon ein. Diesmal konnten Bazille, Degas, Fantin-Latour, Pissarro, Renoir und Manet die Zulassung ihrer Werke erreichen, Monet und Sisley scheiterten mit ihren Bildern am Urteil der Jury. Ähnlich verlief es im Folgejahr: Monet wurde nicht zum Salon von 1870 zugelassen, hingegen konnten Manet, Morisot, Pissarro, Renoir, Sisley, Fantin-Latour, Bazille und Degas ihre Werke zeigen. Die Presse reagierte auf die Werke der jungen Künstler unterschiedlich. So kritisierte beispielsweise der Kunstkritiker Albert Wolff im Figaro die Malerei von Manet, während Théodore Duret, der den jungen Künstlern zuvor Dilettantismus vorgeworfen hatte, nun in der Zeitung L’Electeur libre die Werke von Degas, Pissarro und Fantin-Latour verteidigte. Die in den 1860er Jahren entstandenen Werke der jungen Künstler wurden im Nachhinein wiederholt dem Stil des Impressionismus zugeordnet, obschon in dieser Zeit weder der Begriff für sie etabliert war, noch eine einheitliche Charakterisierung der Werke möglich ist. Das verbindende Element war hingegen, die – je Künstler in unterschiedlichem Maße – sich wiederholende Ablehnung durch die Salonjurys und damit verbunden, die mangelnde Möglichkeit, das eigene künstlerische Schaffen öffentlich zu präsentieren.

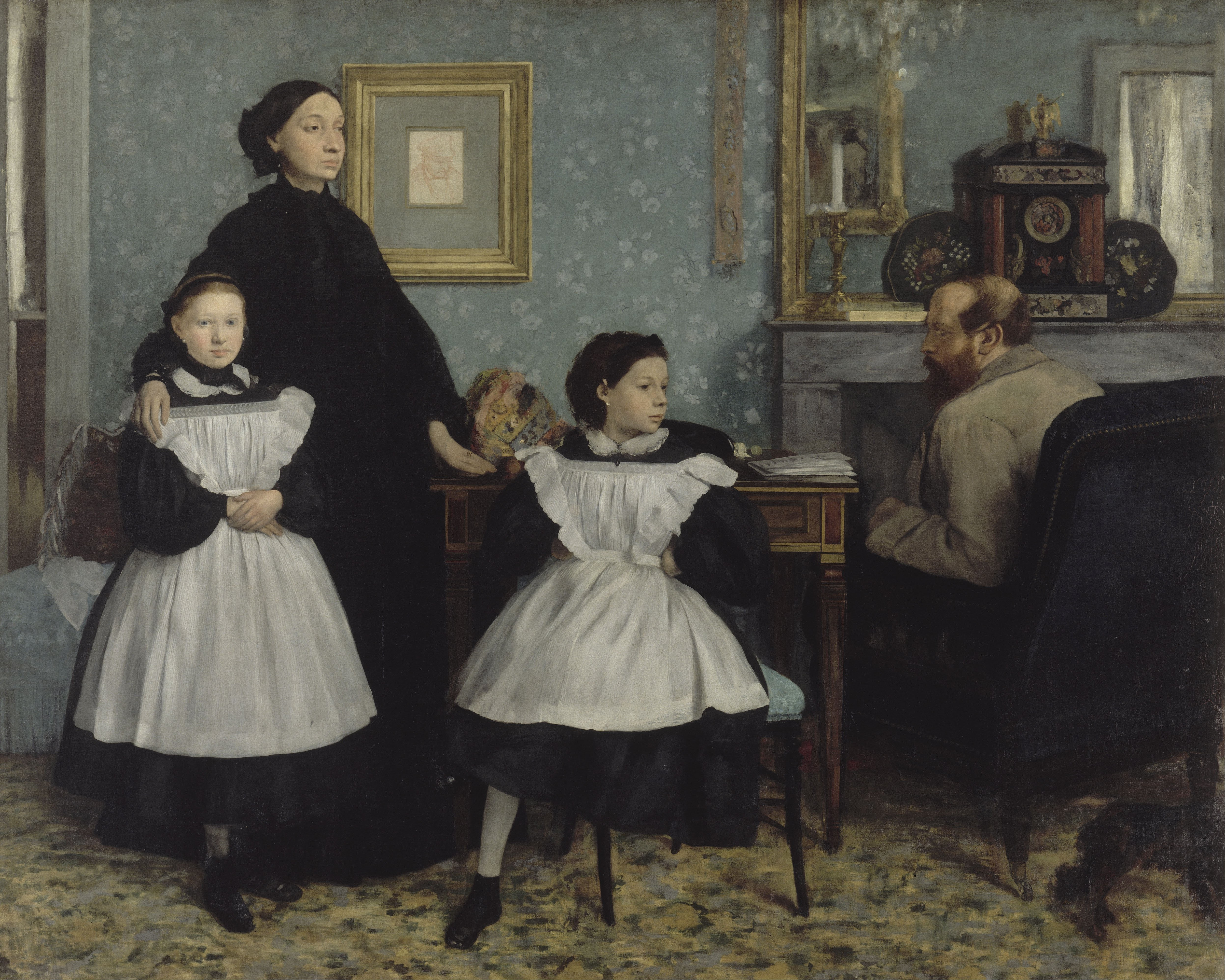
Edgar Degas: Die Familie Bellelli im Salon 1867
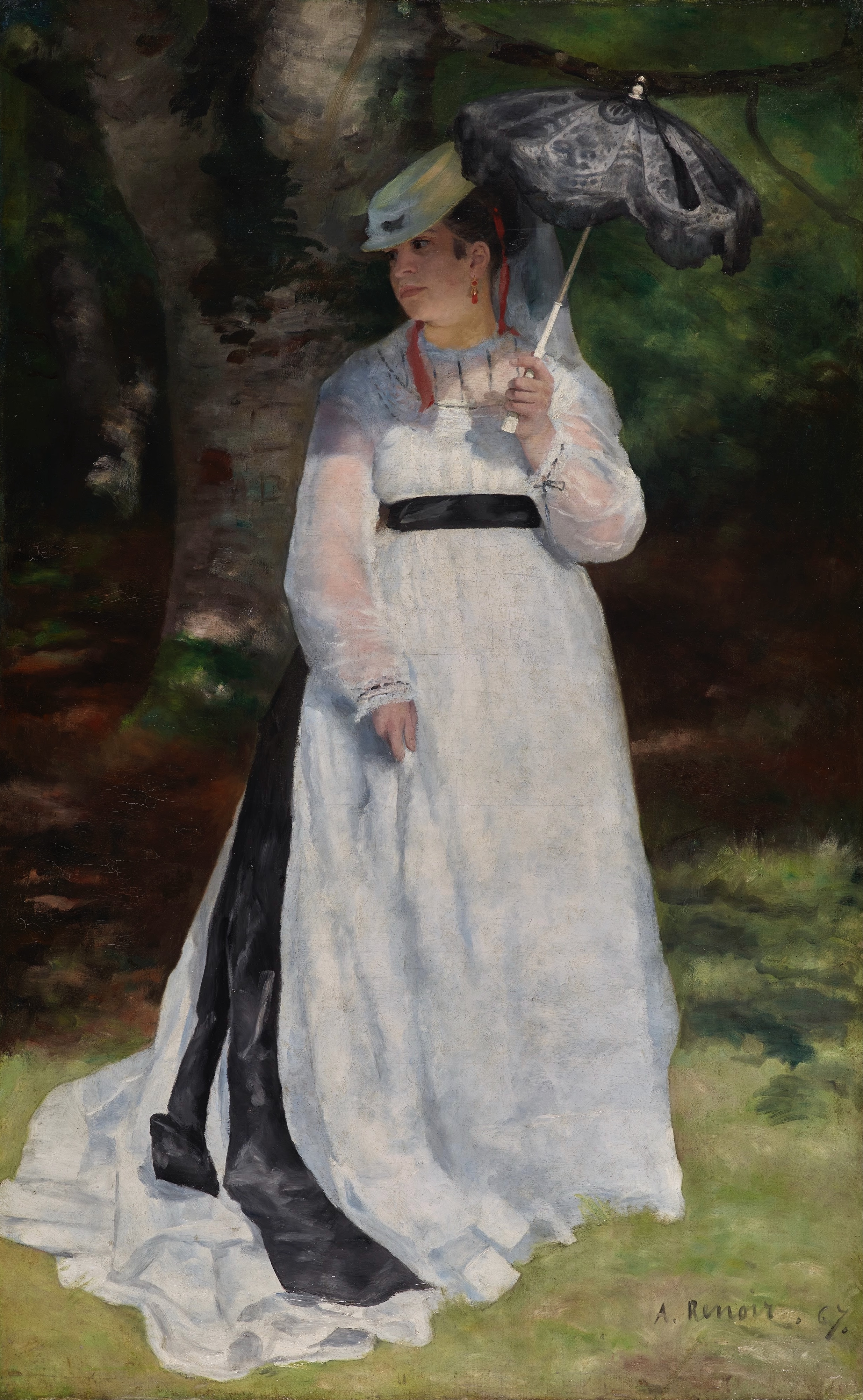
Pierre-Auguste Renoir: Lise mit dem Sonnenschirm im Salon 1868
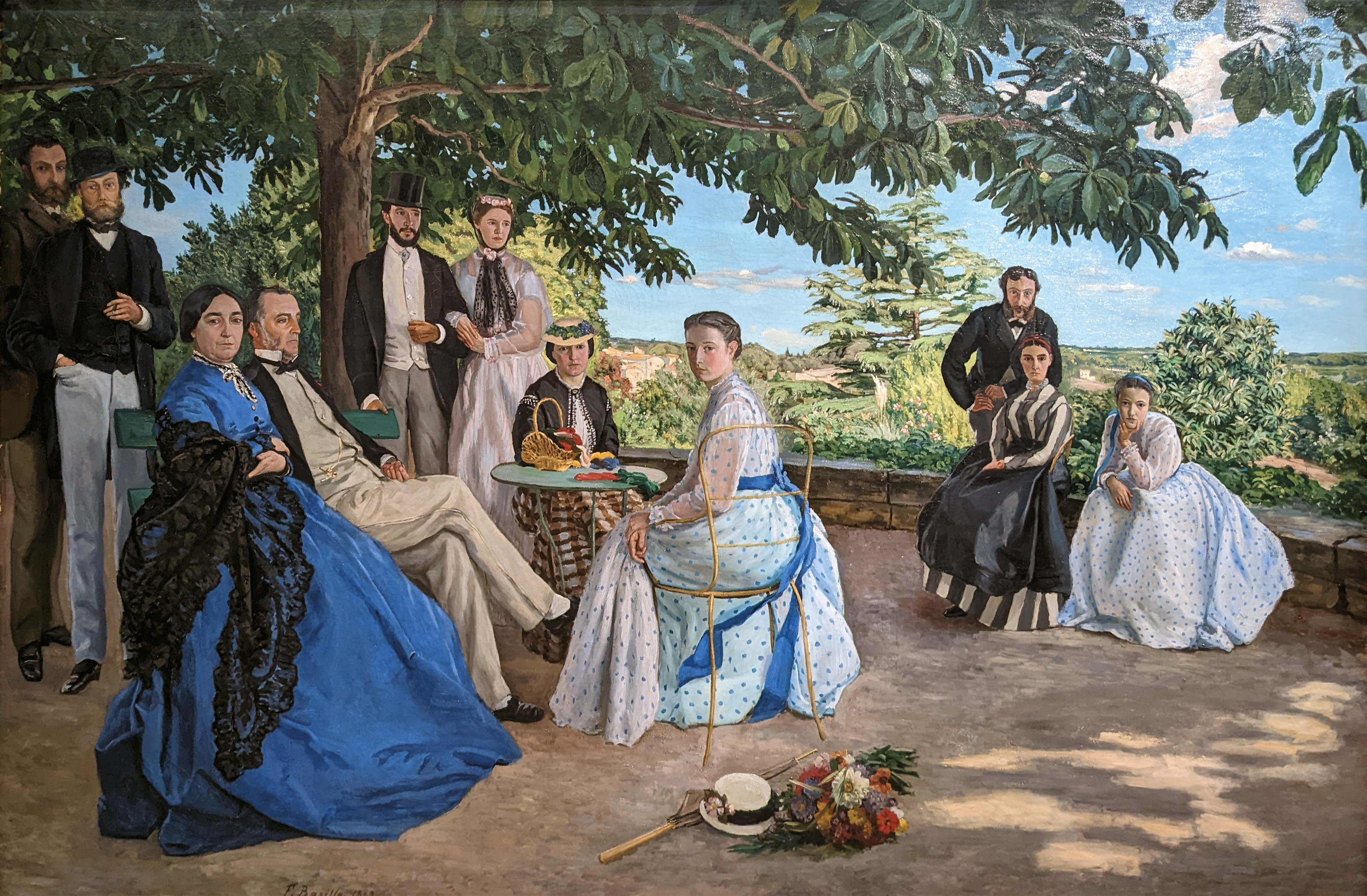
Frédéric Bazille: Familientreffen im Salon 1868
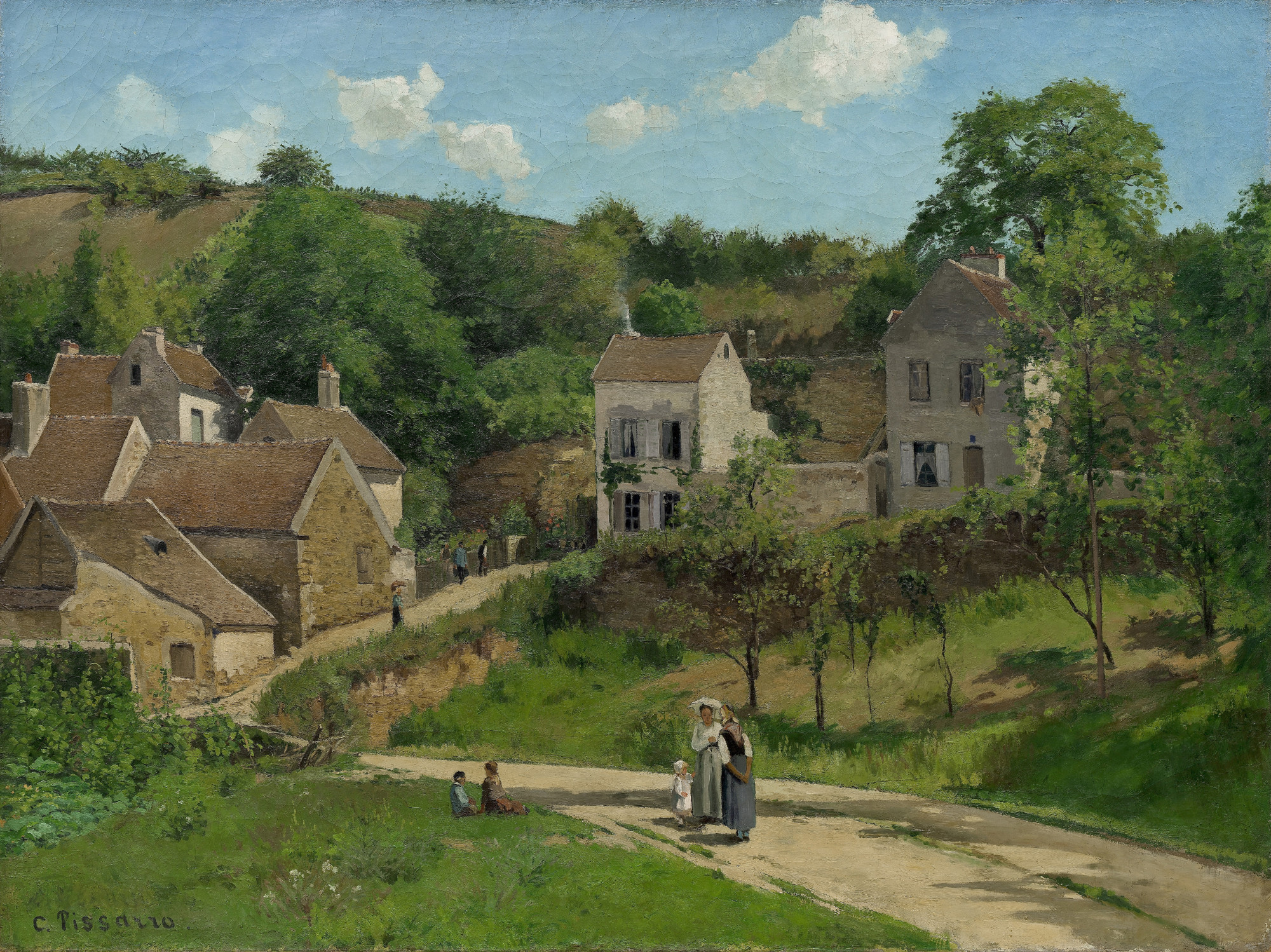
Camille Pissarro: Hermitage in Pontoise im Salon 1868
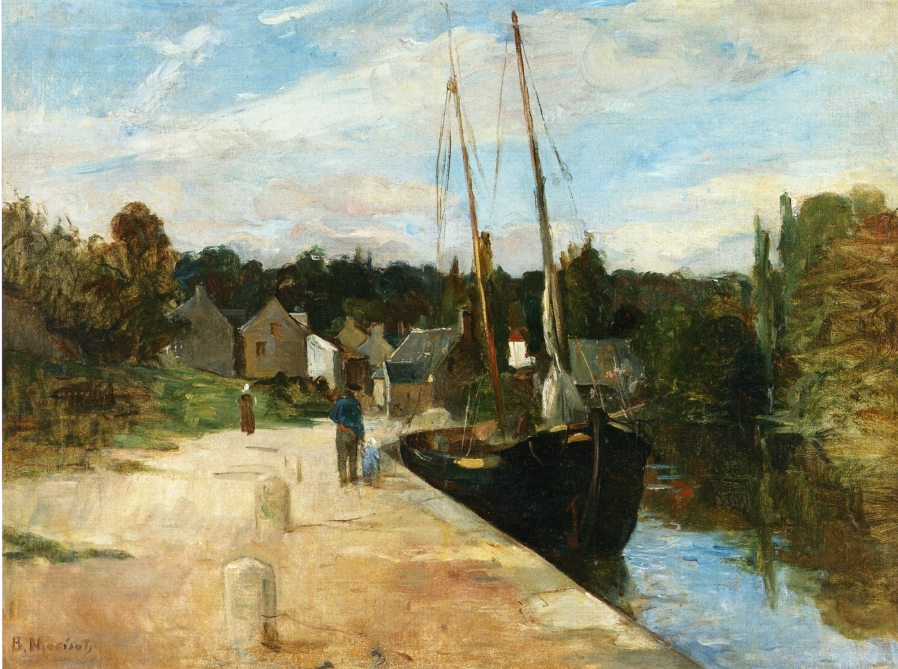
Berthe Morisot: Rosbras im Salon 1868
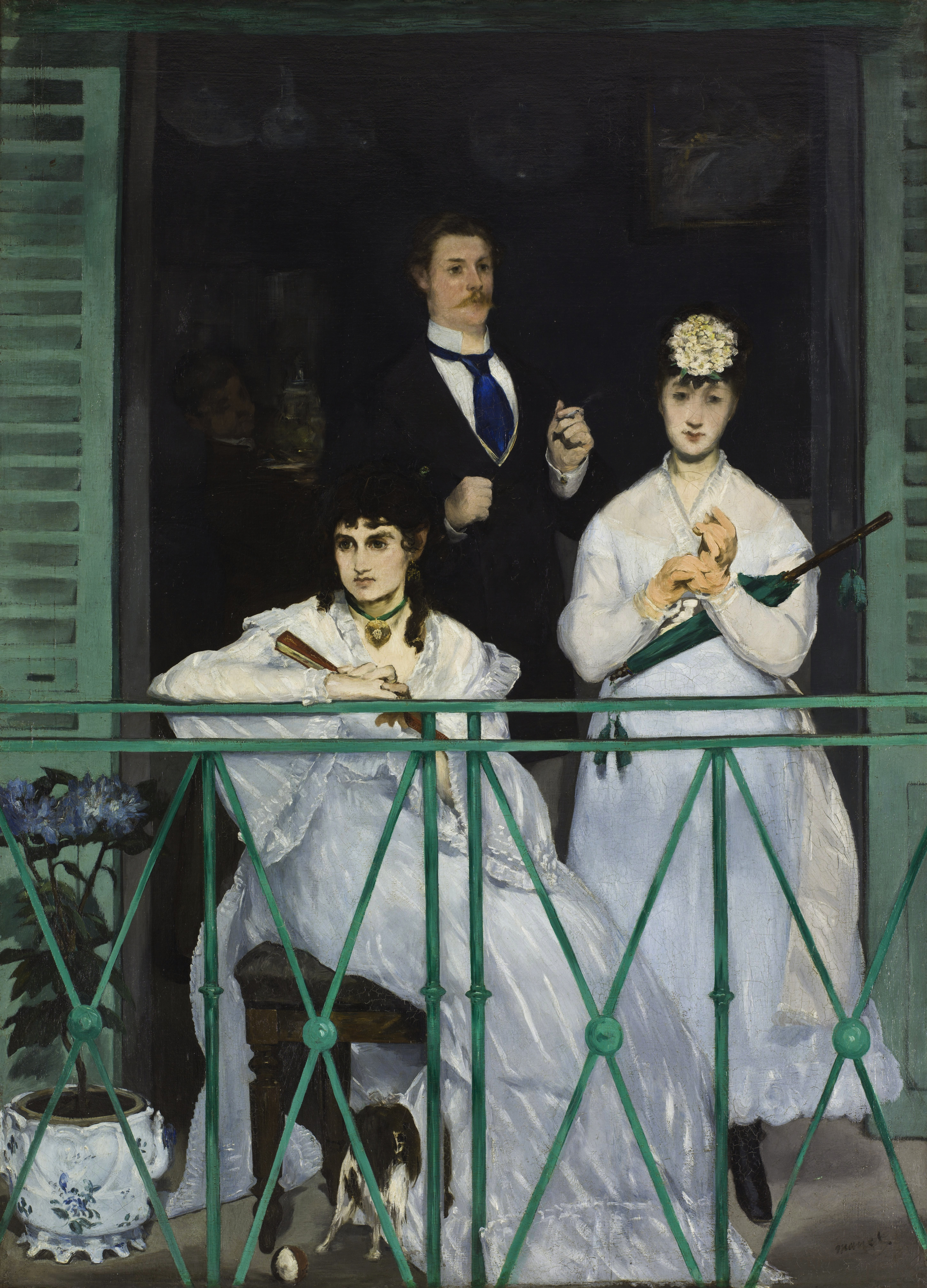
Édouard Manet: Der Balkon im Salon 1869
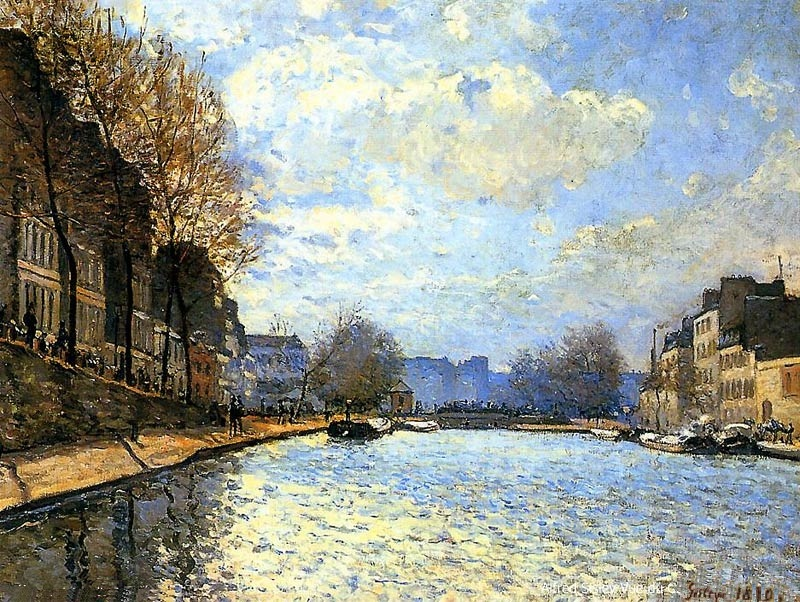
Alfred Sisley: Canal St. Martin im Salon 1870

### Vom Krieg 1870/1871 bis zur ersten Gruppenausstellung
Der Deutsch-Französische Krieg bedeutete für die Gruppe der jungen Künstler eine deutliche Unterbrechung ihrer gewohnten Lebensumstände. Um dem Kriegseinsatz als Soldat zu entgehen, begaben sich Pissarro, Monet und Daubigny nach London, Díaz de la Peña und Boudin reisten nach Brüssel. Andere blieben in Frankreich und meldeten sich zur Armee. So traten Renoir, Stevens, Degas, Manet und Guillemet ihren Dienst an und waren teilweise direkt im Fronteinsatz. Der ebenfalls als Soldat eingesetzte Bazille starb 1870 an der Front. Nach dem Krieg und dem Ende der Pariser Kommune kehrten die überlebenden Künstlerfreunde bis Ende 1871 wieder nach Paris zurück. In London hatte Monet den Galerist Paul Durand-Ruel kennengelernt, der fortan seine Gemälde ankaufte und vertrieb. Durand-Ruel wurde auch der Galerist von Pissarro, Manet und Stevens. Die Kunstwerke bot er in seiner Galerie in Paris an und organisierte darüber hinaus Verkaufsausstellungen in London. Möglicherweise beeinflusst durch den Verkauf ihrer Werke an Durand-Ruel, verzichteten einige Künstler wie Monet, Pissarro, Sisley und Degas auf die Teilnahme am ersten Nachkriegs-Salon 1872. Anders verhielten sich Manet und Morisot, die ihre Werke erfolgreich einreichten. Renoir scheiterte 1872 mit seinem orientalistischen Motiv Pariserinnen im algerischen Kostüm. Beim Pariser Salon 1873 ergab sich eine ähnliche Situation: Monet, Sisley und Pissarro reichten nichts ein, Renoir wurde abgelehnt, Manet und Morisot zugelassen. Vor allem Manet hatte Erfolg und konnte mit seinem konventionell gehaltenem Porträt Das gute Bockbier die Kritiker überzeugen. Die abgelehnten Künstler protestierten erneut gegen die Politik der Salonjury. Statt eines geforderten Salon des Refusés gab es 1873 als alternative Ausstellungsmöglichkeit eine Exposition des Refusés. Diese Alternativausstellung fand in einer Holzbaracke hinter dem Palais de l’Industrie, dem Ort des Salon de Paris, statt. Die Kritiker Castagnary und Philippe Burty lobten vor allem die dort gezeigten Werke von Renoir. In der Zwischenzeit hatten die Künstler teilweise erhebliche Wertschätzung am Kunstmarkt erfahren. So erwarb der Opernsänger Jean-Baptiste Faure bei Manet mehrere seiner Werke zu guten Preisen und auch Monet und Pissarro konnten inzwischen Bilder gut verkaufen. Auch bei der Versteigerung der Sammlung von Ernest Hoschedé Anfang 1874 erzielten Gemälde von Pissarro, Sisley, Monet und Degas relativ hohe Preise.

## Die Ausstellung von 1874

### Gründung der Société

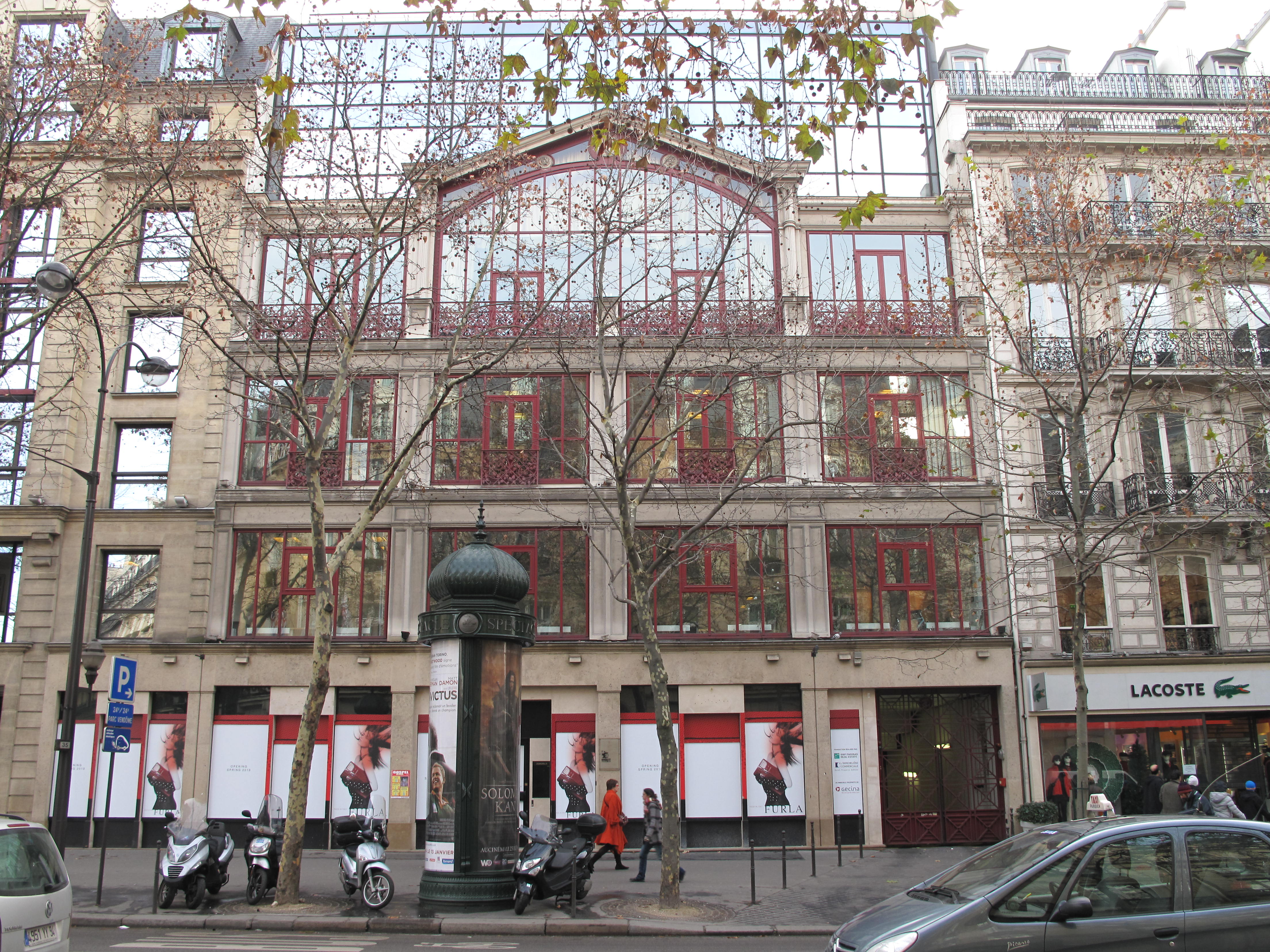
Das ehemalige Atelier des Fotografen Nadar, Boulevard des Capucines Nr. 35

1873 griff Monet die sechs Jahre zuvor gemeinsam mit Bazille entwickelte Idee auf, eine von den Künstlern selbst finanzierte Ausstellung zu organisieren. Im Mai 1873 erschien in der Zeitung L’Avenir National ein Artikel von Paul Alexis, in dem er den Künstlern das Recht zuerkannte, eigene Ausstellungen zu organisieren. Der Artikel entstand vermutlich auf Veranlassung seiner Malerfreunde. Alexis veröffentlicht in der Zeitung auch Monets schriftliche Reaktion auf diesen Beitrag, in der dieser die Gründung einer entsprechenden Gesellschaft ankündigte. Zudem verkündete Alexis bereits die ersten Namen der Künstler, die sich Monets Idee angeschlossen hätten: Pissarro, Sisley, Armand Gautier, Johan Barthold Jongkind, Édouard Béliard und Armand Guillaumin. Tatsächlich gehörten Gautier und Jongkind später nicht zur Gesellschaft. Alexis beschrieb die Künstler, als Gruppe von „Naturalisten, die den Ehrgeiz haben, die Natur und das Leben in ihrer umfassenden Wirklichkeit zu malen“.
Vor der Gründung einer gemeinsamen Gesellschaft befassten sich einige der Künstler zunächst mit organisatorischen Fragen, wobei bereits unterschiedliche Vorstellungen sichtbar wurden. So hatte Pissarro die Idee, nach dem Vorbild einer Genossenschaft zu arbeiten und versuchte, ein komplexes Regelwerk mit Bestimmungen, Verboten und Geldstrafen einzuführen. Dagegen konnte sich Renoir durchsetzen, der ein einfaches System vorschlug, wonach alle Maler 10 Prozent der eventuellen Verkaufseinnahmen in die Gemeinschaftskasse geben sollten. Angenommen wurde Pissarros Vorschlag zur gerechten Hängung der Bilder, bei der neben der Größe der Bilder, das Los über die Platzierung entscheiden sollte. Am 27. Dezember 1873 kam es schließlich zur Gründung der Société anonyme des artistes peintres, sculpteurs et graveurs etc., der neben Monet zunächst Renoir, Sisley, Degas, Berthe Morisot, Pissarro, dessen Freunde Béliard und Guillaumin, sowie Degas’ Freunde Ludovic-Napoléon Lepic, Léopold Levert und Henri Rouart angehörten. Geleitet wurde die Gesellschaft von einem Ausschuss bestehend aus Béliard und Rouart. Als unproblematisch erwies sich die Suche nach geeigneten Räumen. Der Fotograf Nadar hatte gerade seine bisherigen Räume im zweiten Stock des Hauses am Boulevard des Capucines Nr. 35 aufgegeben und stellte sie den Künstlern für ihre Ausstellung kostenlos zur Verfügung. Nadars Atelier verfügte über „mehrere große, seitlich beleuchtete Räume mit rotbraunen Wänden“, die zur angemessenen Ausstellung der Kunstwerke geeignet waren.

### Teilnehmer und Nichtteilnehmer
Um sich möglichst vom offiziellen Salon abzugrenzen, wurde die Eröffnung der Gruppenausstellung zwei Wochen vor dem Beginn des Salon des Paris gelegt. Zudem verpflichteten sich die Teilnehmer der Gruppenausstellung, keine Werke zum Salon einzureichen. Der ursprüngliche Plan, ältere Künstler wie Corot, Courbet und Daubigny einzubeziehen, wurde inzwischen fallen gelassen. Nur Boudin nahm als Angehöriger der älteren Generation an der Gruppenausstellung teil. Degas versuchte jedoch weitere Künstler zu gewinnen, die regelmäßig im Salon de Paris Erfolg hatten. Er wollte damit vermeiden, dass die Gruppenausstellung in der Öffentlichkeit als Werkschau der von der Salonjury zurückgewiesenen Künstler gelten könnte. Zugleich überzeugte er die Gruppe, dass die Kosten je Künstler geringer sein würden, wenn es mehr Teilnehmer gäbe. So gelang es Degas, seinen Freund Giuseppe De Nittis zur Teilnahme zu überreden. Die anderen Gründungsmitglieder und auch der Journalist Paul Alexis schätzten den italienischen Maler hingegen weniger. Degas versuchte zudem, die in London lebenden Maler Alphonse Legros und James Tissot von einer Teilnahme zu überzeugen, was ihm allerdings nicht gelang. Andere, wie der Kunstkritiker Théodore Duret, versuchten Maler von der Teilnahme abzuhalten. So schrieb Duret im Februar 1874 an Pissarro. „Ihr Name ist Künstlern, Kritikern und einem bestimmten Publikum vertraut. Sie müssen jedoch noch einen Schritt weitergehen und bei der breiten Öffentlichkeit ankommen. Das wird Ihnen nicht durch Sonderausstellungen gelingen.“ Duret verwies auf die zu erwartenden zahlreichen Besucher des Salon de Paris, darunter zahlreiche Kunsthändler, Sammler und Kritiker. Dennoch blieb Pissarro bei seiner Absicht zur Teilnahme an der Gruppenausstellung und gehörte zu Monets wichtigen Unterstützern.
Ein Streitpunkt war die Teilnahme von Cézanne, den Pissarro eingeladen hatte. Degas befürchtete, dass Cézannes Werke beim Publikum zu große Kritik hervorrufen würden. Die Teilnahme von Cézanne war auch einer der Gründe für die Nichtteilnahme von Manet, um den sich Degas besonders bemüht hatte. Manet äußerte: „Nie werde ich mit Cézanne gemeinsame Sache machen“. Zugleich folgte Manet aber auch den Argumenten von Duret. Zudem hatte Manet mit seiner Einzelausstellung von 1867 bereits negative Erfahrungen mit einer selbst organisierten Ausstellung gemacht und konnte durch den Erfolg im Salon von 1873 auf erneuten Zuspruch in der offiziellen Ausstellung hoffen. Auch Manets Schülerin Eva Gonzalès entschied sich für die Teilnahme am Salon und gegen die Gruppenausstellung der Malerfreunde. Die mit Manet befreundete Berthe Morisot entschied sich hingegen für die Gruppenausstellung, obwohl sie wiederholt Erfolg im Salon hatte. Dem Beispiel von Manet folgten zudem Fantin-Latour und Guillemet, die ebenfalls lieber den Erfolg im Salon suchten. Nachdem der Kritiker Philippe Burty als letzten Künstler Félix Bracquemond zur Teilnahme überzeugen konnte, bestand die Gruppe zur Eröffnung aus insgesamt 30 Künstlern:
- Zacharie Astruc
- Antoine Ferdinand Attendu
- Édouard Béliard
- Eugène Boudin
- Félix Bracquemond
- Édouard Brandon
- Pierre-Isidore Bureau
- Adolphe-Félix Cals
- Paul Cézanne
- Gustave Colin
- Louis Debras
- Edgar Degas
- Giuseppe De Nittis
- Armand Guillaumin
- Louis Latouche
- Ludovic-Napoléon Lepic
- Stanislas Lépine
- Léopold Levert
- Alfred-Bernard Meyer
- Claude Monet
- Auguste de Molins
- Berthe Morisot
- Émilien Mulot-Durivage
- Auguste Ottin
- Léon-Auguste Ottin
- Camille Pissarro
- Pierre Auguste Renoir
- Léon-Paul-Joseph Robert
- Henri Rouart
- Alfred Sisley

Ein Großteil der Aussteller ist weitestgehend in Vergessenheit geraten. Der heterogene Kreis der teilnehmenden Künstler lässt sich nur teilweise der Kategorie Impressionismus zuordnen. Dies trifft am ehesten auf Monet, Pissarro, Renoir, Sisley, Guillaumin, Morisot und Degas zu. Künstler wie Boudin werden eher als Vorläufer des Impressionismus betrachtet, während Cézanne, der zwar eine impressionistische Phase hatte, üblicherweise dem Spätimpressionismus zugeordnet wird. Bei anderen Künstlern – etwa bei Lépine, Lepic oder dem Bildhauer Auguste Ottin – ist eine eindeutige Zuweisung zu einer Stilrichtung schwierig oder unüblich.

### Die ausgestellten Werke
Die an der Ausstellung teilnehmenden Künstler bestimmten selbst über die Auswahl ihrer Werke, die nicht nur aus eigenem Besitz, sondern auch von Sammlern oder dem Kunsthändler Durand-Ruel kamen. So stellte letzterer zwei Landschaftsbilder von Sisley zur Verfügung. Manet, der mit eigenen Werken nicht teilnahm, schickte das Gemälde Cache-Cache von Morisot in die Ausstellung. Von Paul Gachet kam Cézannes Eine moderne Olympia, die auf Manets Skandalbild im Salon von 1865 anspielte; der Sänger Faure lieh zwei Bilder von Degas aus. Der von Edmond Renoir, ein Bruder des Malers, zusammengestellte Katalog weist 162 Positionsnummern auf. Die tatsächliche Zahl war indes deutlich höher, da ein Gemälde von Sisley im Katalog fehlt und eine Reihe von Werken als Gruppen zu Katalognummern zusammengefasst wurden. Insgesamt umfasste die Ausstellung neben Gemälden auch Pastelle, Emailmalerei, Aquarelle, Zeichnungen, Lithografien und Radierungen. Zudem steuerte August Ottin zehn Skulpturen bei. Da der Katalog keine Fotos enthält und die Titel nicht immer eindeutig sind, können im Nachhinein nicht alle Werke der Ausstellung identifiziert werden. Die teilweise wenig variantenreichen Titel wurden bereits von Edmond Renoir vor der Ausstellung beklagt. Daraufhin teilte ihm Monet mit, er solle seine Ansicht von Le Havre als Impression betiteln. Im Katalog wurde daraus der Titel Impression, Sonnenaufgang. Den Begriff Impressionisten gab es zwar schon vor der Ausstellung, Monets Gemälde und dessen Rezeption trugen allerdings wesentlich zur Verbreitung des Begriffs bei. Obwohl die Ausstellung als erste Impressionisten-Ausstellung bezeichnet wird, konnten die Werke der Künstler, die heute als Impressionisten bezeichnet werden, bereits seit den 1860er Jahren in Ausstellungen betrachtet werden. Auch sind nicht alle gezeigten Werken den Künstler dieser nicht klar umrissenen Stilrichtung zuzuordnen. Die Ausstellung hatte kein inhaltliches Programm, sondern vereinigte Werke von Künstlern, die nach unabhängigen Ausstellungsmöglichkeiten suchten.

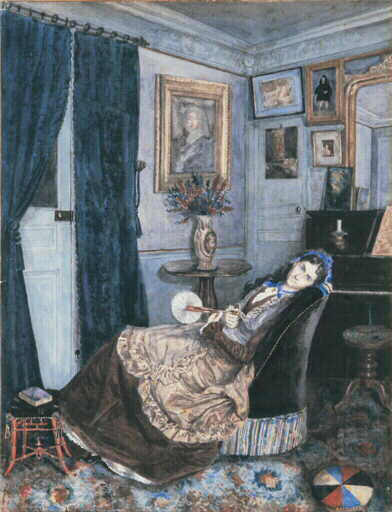
Zacharie Astruc: Intérieur Parisien
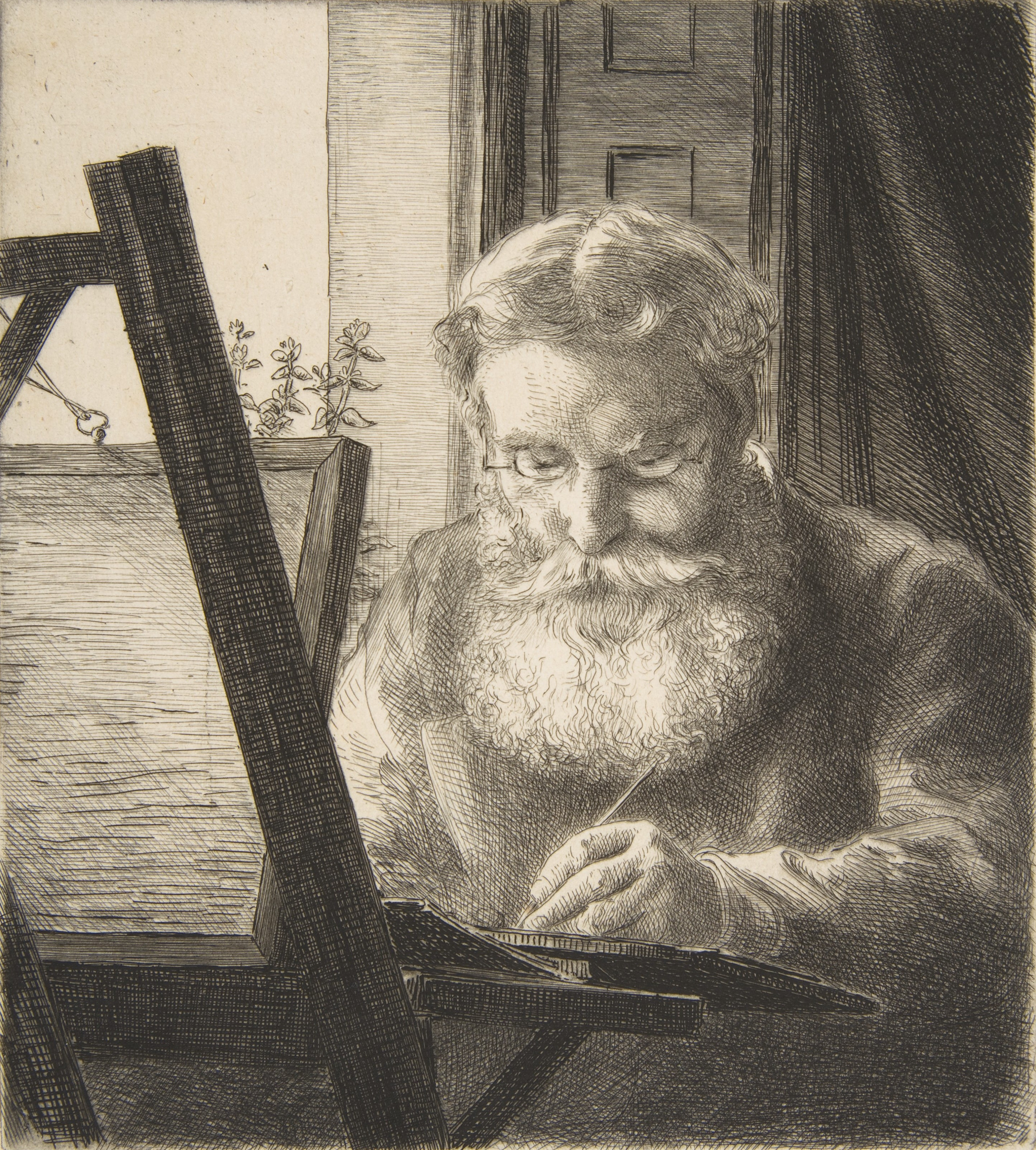
Félix Bracquemond: Portrait de M. Edwards
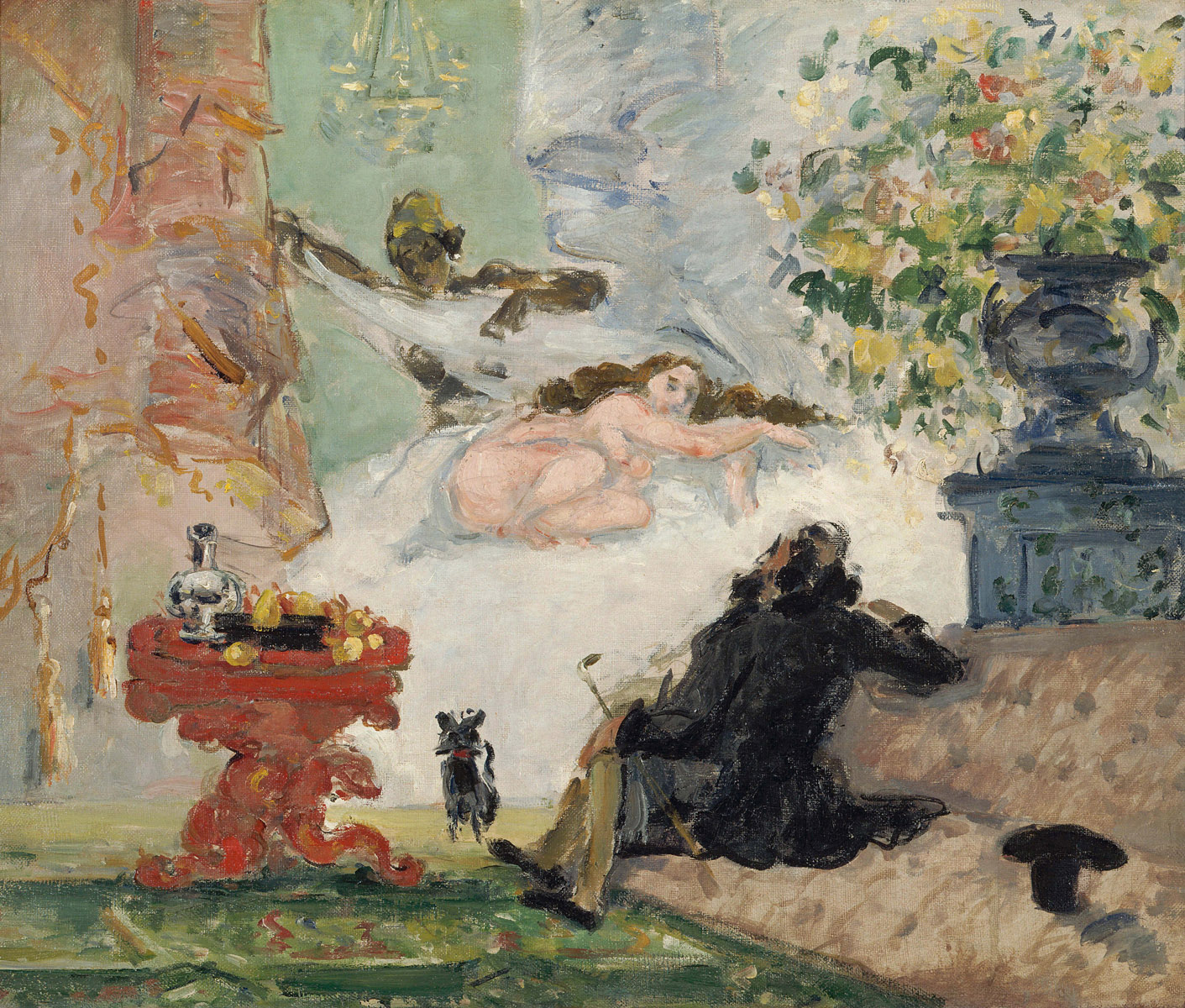
Paul Cézanne: Eine moderne Olympia
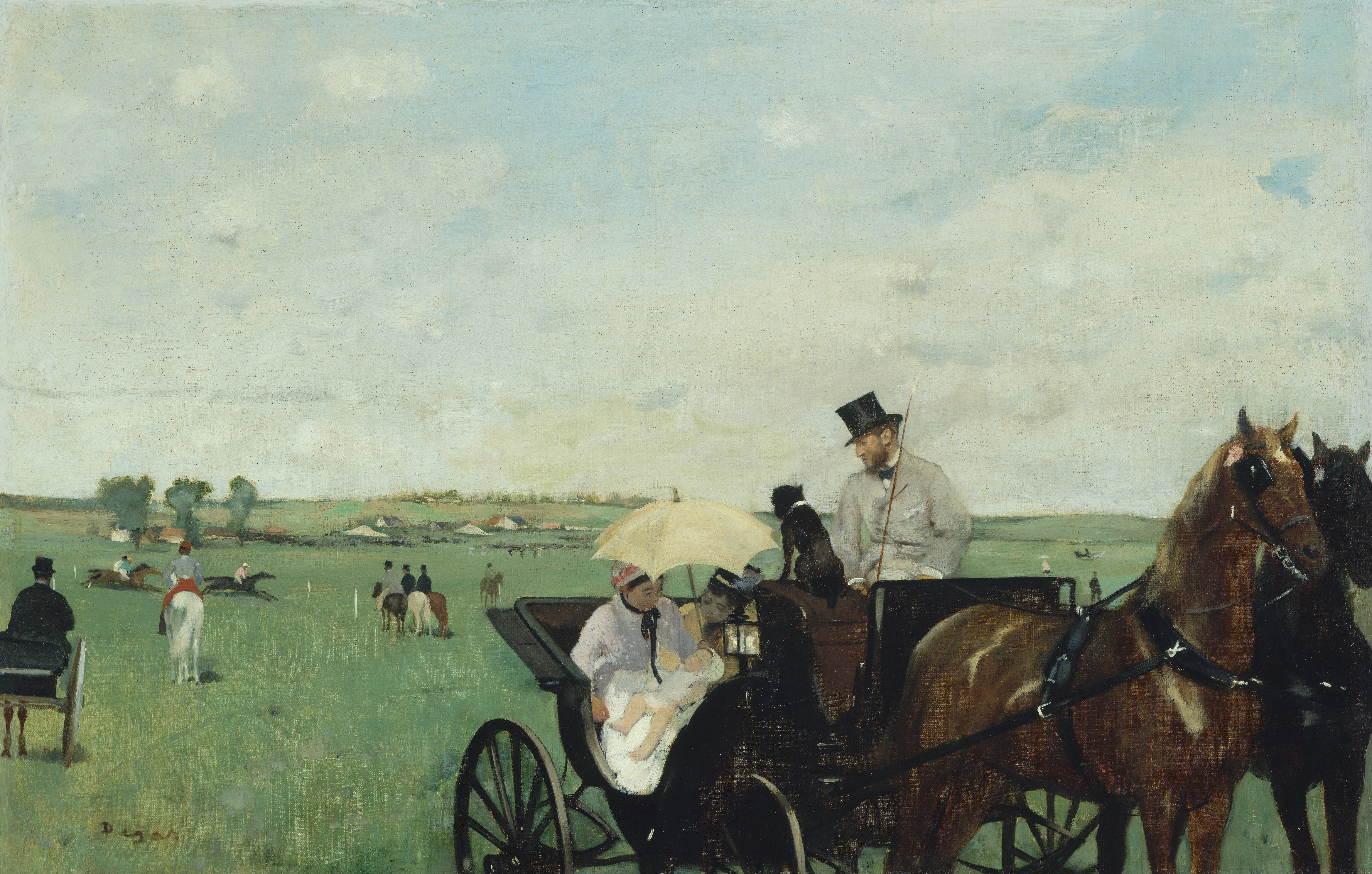
Edgar Degas: Das Rennen auf dem Land
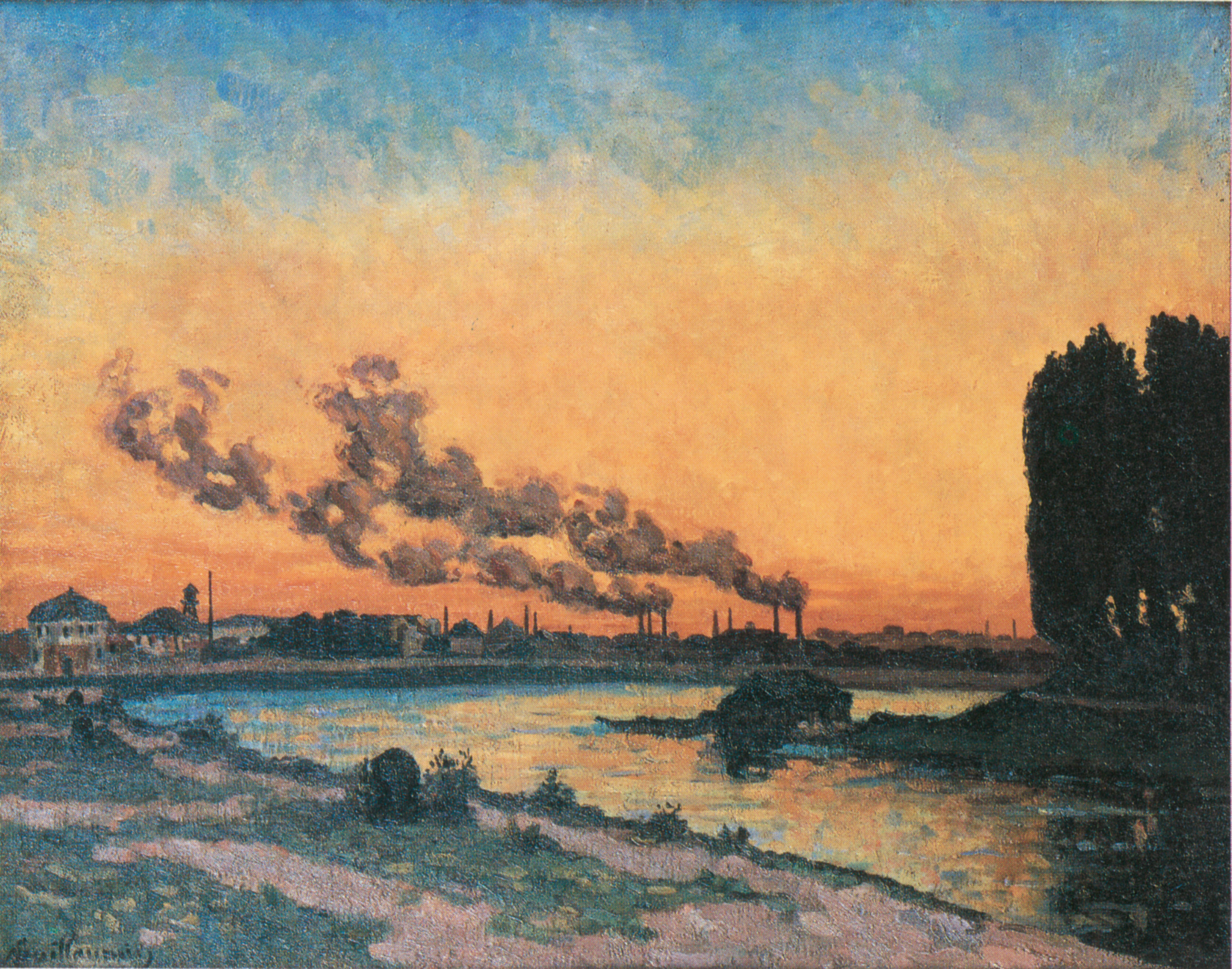
Armand Guillaumin: Soleil couchant à Ivry
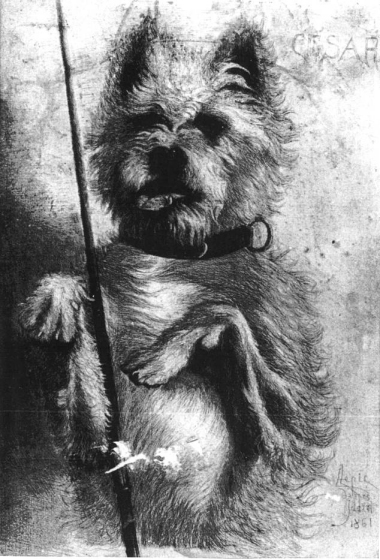
Ludovic-Napoléon Lepic: César
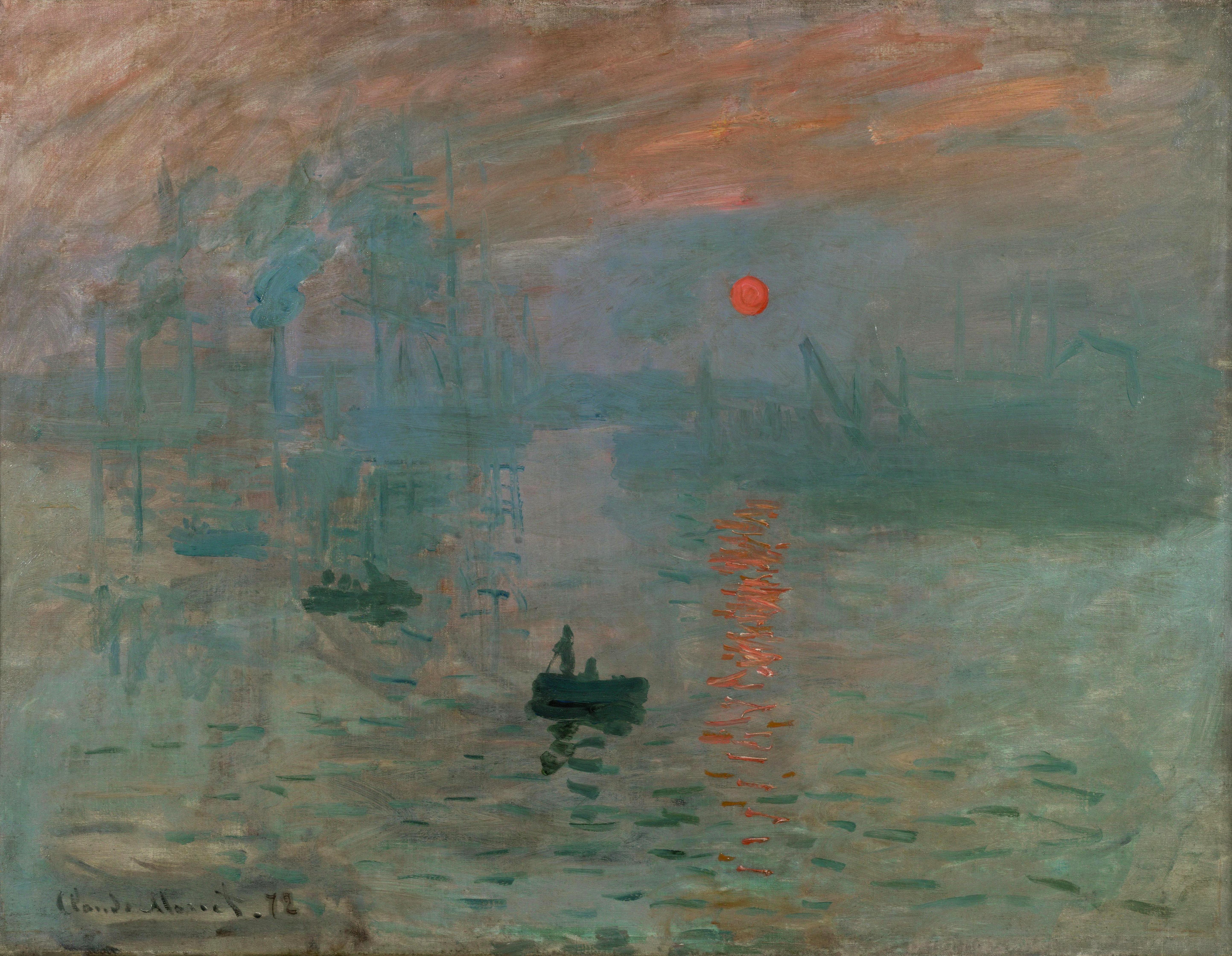
Claude Monet: Impression, Sonnenaufgang
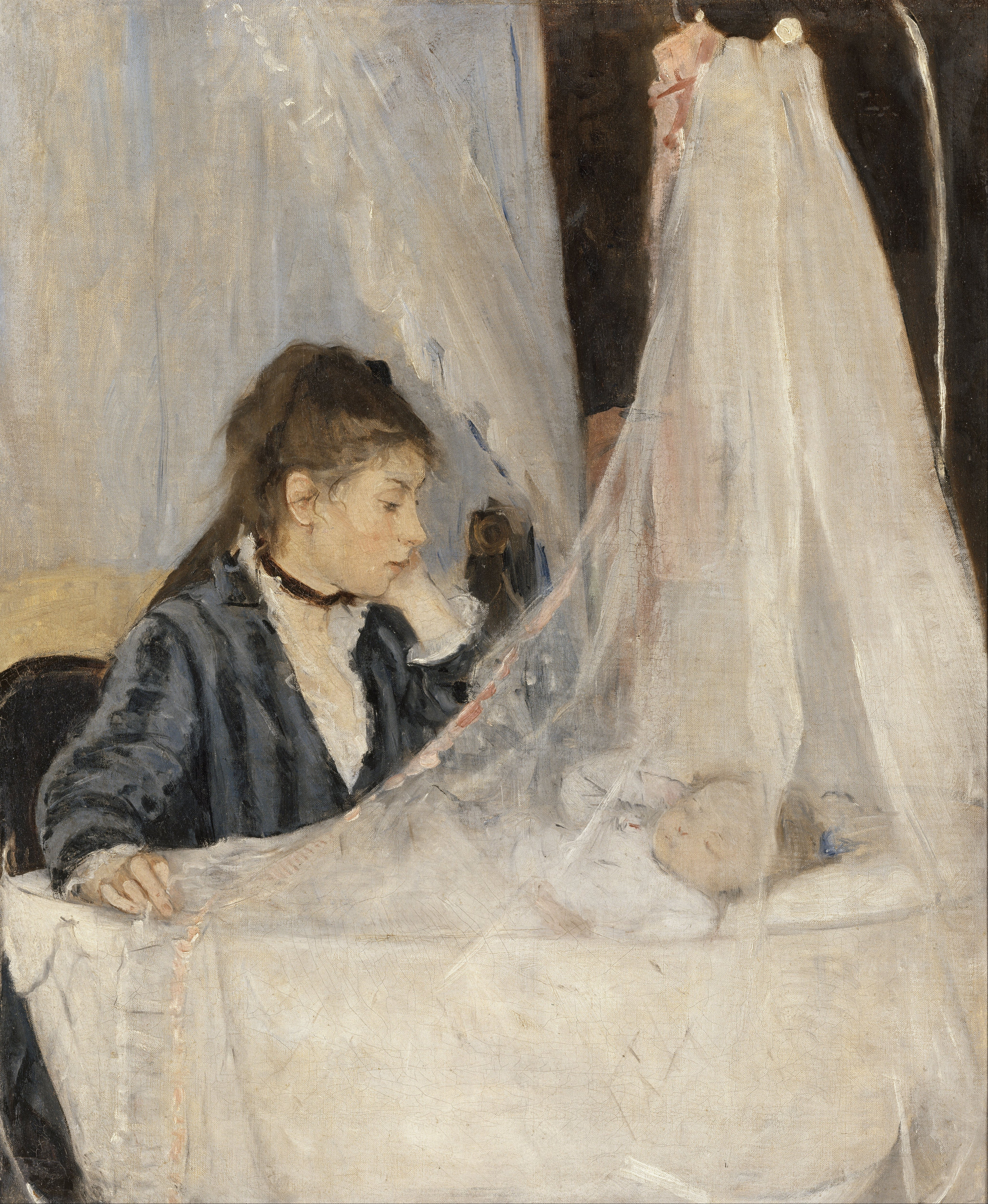
Berthe Morisot: Die Wiege
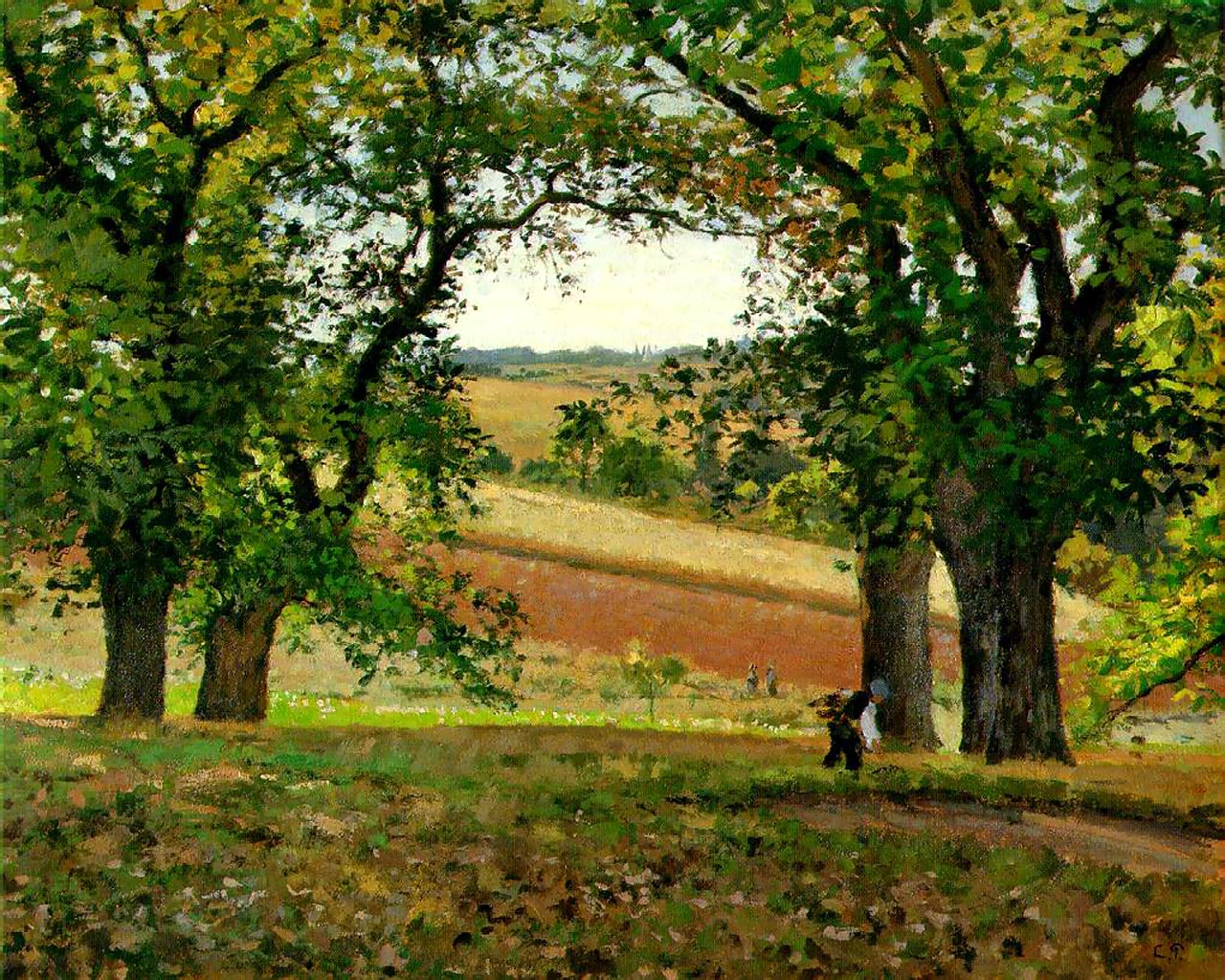
Camille Pissarro: Kastanienbäume bei Osny
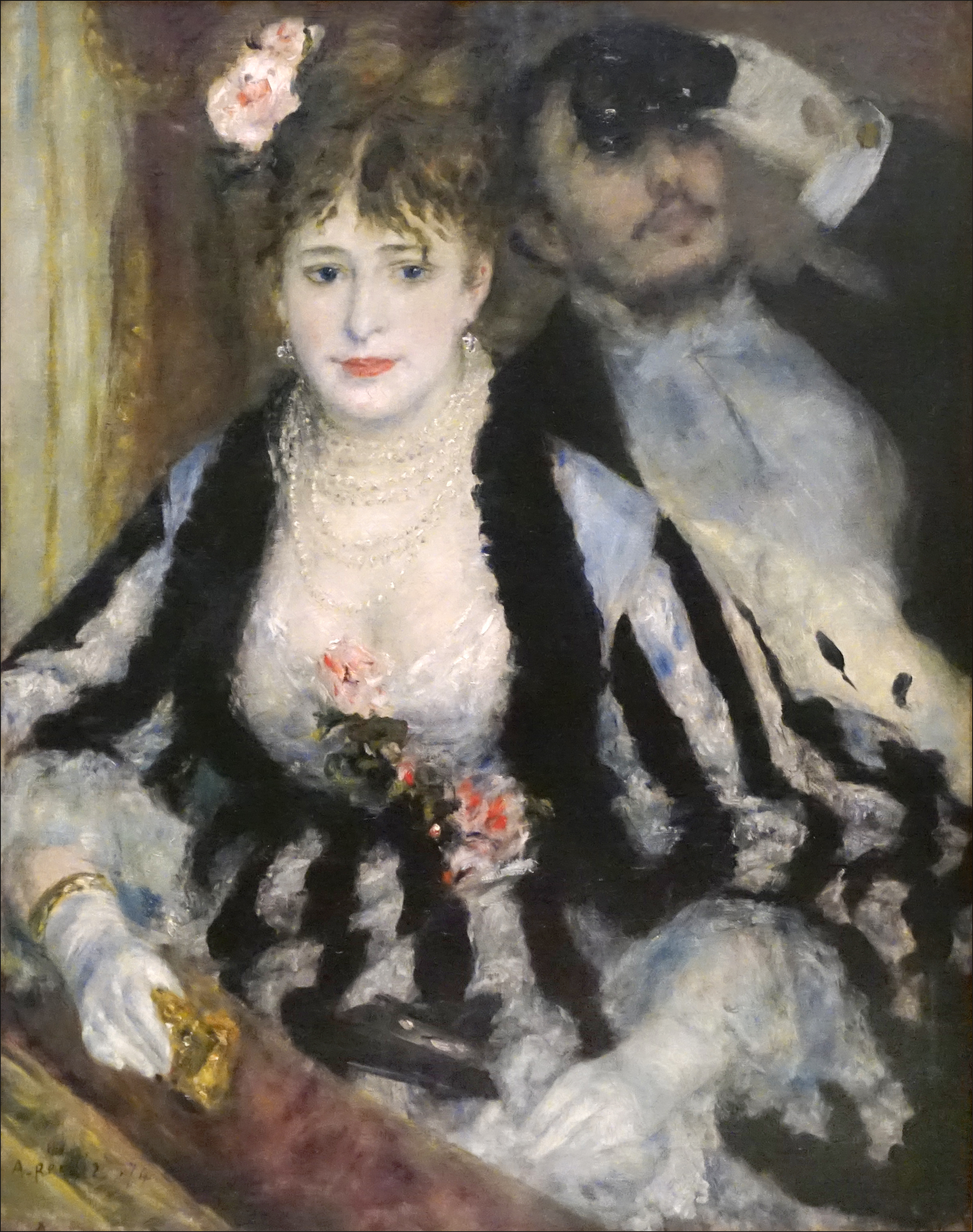
Pierre-Auguste Renoir: Die Loge
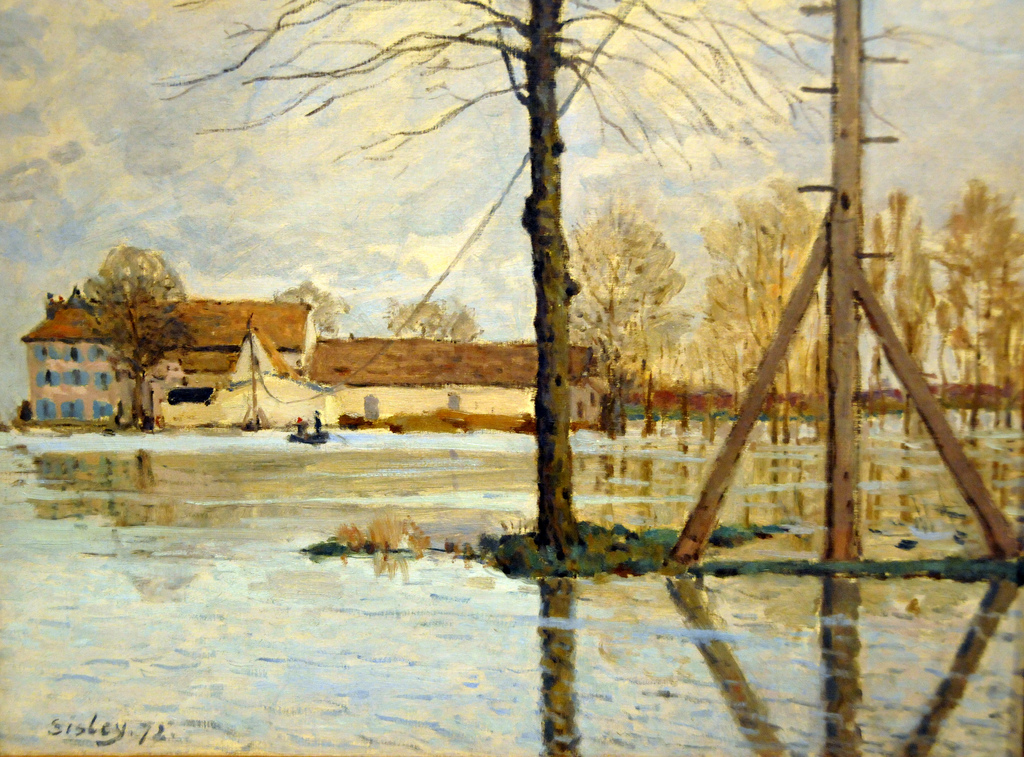
Alfred Sisley: Fähre zur Île de la Loge bei Flut

### Die Ausstellung und ihre Besucher
Die Ausstellung der Société öffnete am 15. April 1874 und schloss einen Monat später am 15. Mai. Der Besuch war täglich von 10 bis 18 Uhr und zusätzlich am Abend von 20 bis 22 Uhr möglich. Der Eintrittspreis betrug einen Franc; für 50 Centimes konnten die Besucher den Katalog kaufen. Am ersten Öffnungstag besuchten 175 Interessierte die Ausstellung, am letzten Tag waren es noch 54 Personen. Insgesamt kamen etwa 2.500 Menschen, um sich die Werke anzusehen. Zum Vergleich: Der offizielle Salon de Paris hatte täglich 8.000 bis 10.000 Besucher und zählte insgesamt rund 400.000 Personen in der Ausstellung. Das Interesse an der Ausstellung der Künstler war nicht nur in absoluten Zahlen sehr viel geringer als im Salon de Paris, auch die Auseinandersetzung mit den Kunstwerken unterschied sich deutlich. So ist von den Besuchern der Ausstellung im Atelier Nadar überliefert, sie waren in erster Linie gekommen, um sich über die Kunstwerke zu amüsieren. Zola griff dieses Verhalten später in seinem Roman Das Werk auf: „Dieses Lachen war nicht in den Taschentüchern der Damen zu ersticken, und die Männer ließen ihm mit aufgeblasenen Bäuchen freien Lauf. Die Heiterkeit der Menge, die nur zur Belustigung gekommen war, wirkte ansteckend, man steigerte sich immer mehr hinein ...“. Andere, wie die Mutter von Berthe Morisot, trauten sich bei dieser teils aufgebrachten Stimmung erst gar nicht in die Ausstellung. Madame Morisot schickte stattdessen den ehemaligen Lehrer ihrer Tochter, Josef Guichard, in die Ausstellung. Er berichtete ihr anschließend: „Gleich beim Betreten der Ausstellung zog sich mein Herz schmerzlich zusammen, als ich die Arbeiten Ihrer Tochter in dieser verderblichen Umgebung sah. Man kann nicht ungestraft mit Wahnsinnigen ausstellen.“

### Pressekritiken

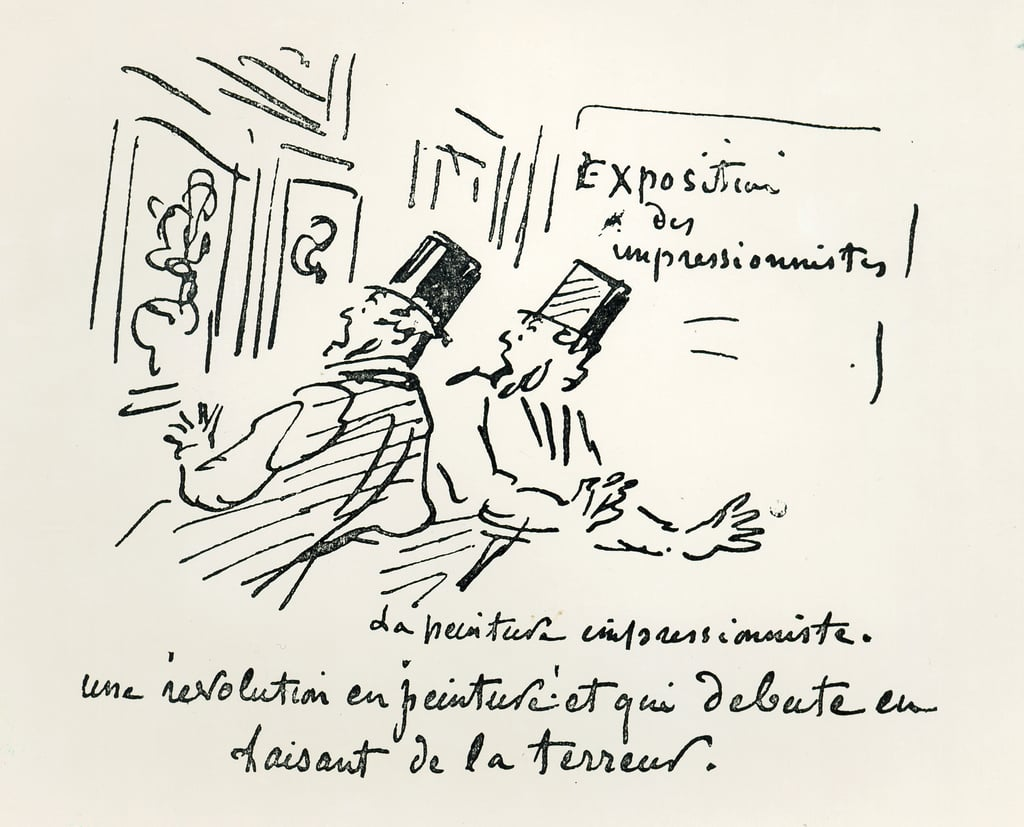
Cham: Exposition des Impressionnistes, Karikatur von 1874

Die bekannteste Kritik zur Ausstellung stammt von Louis Leroy, der seinen Bericht unter dem Titel L’Exposition des Impressionnistes (Die Ausstellung der Impressionisten) am 25. April 1874 in der Satirezeitschrift Charivari veröffentlichte. Er sah in der Ausstellung ein „Vergehen gegen die künstlerischen Manieren, gegen die großen Meister und die Form“. Der Begriff Impressionisten war keine Erfindung von Leroy, sondern bereits gebräuchlich und bis dahin keineswegs wertend, wie der Kunsthistoriker Ian Dunlop festgestellt hat. So gab es die Bezeichnung Impressionisten zuvor bereits im Zusammenhang mit Landschaftsbildern von Malern wie Daubigny und Jongkind. Leroy besprach in seinem Artikel mehrere in der Ausstellung gezeigte Werke, darunter auch Monets Impression, Sonnenaufgang. Das Wort Impression verwandte er jedoch auch im Bezug auf Werke von Pissarro und Sisley, sodass die Ableitung des Ausstellungstitels von Monets Bild zwar naheliegend, aber nicht zwingend ist. Laut Dunlop spielte Leroy „mit dem Begriff Impressionismus, und als Ergebnis wurde er immer wieder zitiert mit dem Hinweis, dass er der Erste gewesen sei, der die Aussteller Impressionisten genannt habe“.
Auch der Karikaturist Cham griff 1874 den Begriff Impressionisten auf und stellte in einer überspitzten Zeichnung Besucher vor den Werken der Ausstellung dar. Die Bildunterschrift „La peinture impressionniste. Une révolution en peinture et qui débute en faisant de la terreur“ (Die impressionistische Malerei. Eine Revolution in der Malerei, die anfängt Schrecken zu verbreiten) weist auf die entsprechenden Emotionen der Bildbetrachter hin. Ähnlich negativ wie Leroy äußerte sich rückblickend zwei Jahre später Jules Claretie: „Wir sahen eine Ausstellung solcher Impressionisten am Boulevard des Capucines bei Nadar. Monet – ein noch draufgängerischerer Manet –, Pissarro, Fräulein Morisot u. a. scheinen der Schönheit den Krieg erklärt zu haben“.
Von den insgesamt 50 Kritiken waren jedoch nur sieben negativ. So schrieb Ernest d’Hervilly zwei Tage nach der Eröffnung über die Ausstellung: „Man kann dieses kühne Vorhaben nur unterstützen, das seit Langem von allen Kritikern und Kunstliebhabern empfohlen wird.“ Jules-Antoine Castagnary lobte die Maler: „Hier ist Talent, sogar viel Talent. Diese jungen Maler begreifen die Natur in einer Art, die weder langweilig noch abgedroschen, vielmehr lebendig, scharf, flott, einfach bestrickend ist. Welch schnelles Erfassen des Motivs, welch ergötzliche Malweise. Zugegeben, sie ist summarisch, aber wie richtig ist alles angedeutet!“ Armand Silvestre schrieb: „In helles Licht getaucht, ist alles Frohsinn, Klarheit, wie Frühlingsfeste, goldene Abende oder blühende Apfelbäume. Ihre nicht allzu großen Bilder ... scheinen Fenster, die den Blick auf eine heitere Landschaft, auf einen Fluss mit flüchtigen Booten, auf einen leicht bedeckten Himmel, auf das bezaubernde Leben im Freien freigeben.“
Mehrere Autoren nahmen den Begriff Impressionen auf. So schrieb Silvestre von einem „Effekt der Impressionen“, Émile Cardon sprach von einer „Schule der Impression“ und Castagnary betitelte seinen Artikel mit „Ausstellung am boulevard des Capucines: Die Impressionisten“. Castagnary ging zudem direkt auf Monets Gemälde Impression, Sonnenaufgang und schlug vor: „Wollte man sie mit einem erläuternden Wort charakterisieren, müsste man den neuen Begriff Impressionismus schaffen. Sie sind Impressionisten in dem Sinn, dass sie nicht eine Landschaft wiedergeben, sondern den von ihr hervorgerufenen Eindruck. Sie verwenden diese Wort sogar selbst: Es ist nicht Landschaft, es ist Impression, wie der Katalog den Sonnenaufgang von Herrn Monet bezeichnet.“ Die Begriffe Impressionen und Impressionisten wurde 1874 demnach von verschiedenen Kritikern verwandt; die Gruppe selbst nutzte erst ab 1877 diese Bezeichnung.

### Auflösung der Gesellschaft und weitere Ausstellungen
Die Ausstellung war von Beginn an dazu gedacht, den Künstlern eine Möglichkeit zu geben, ihre Werke der Öffentlichkeit zu präsentieren. Dazu gehörte auch der potentielle Verkauf der Werke, wobei eine Verkaufsprvosion in Höhe von zehn Prozent die Ausstellung refinanziert sollte. Nach der Ausstellung ergab sich ein Provisionserlös von insgesamt 360 Franc. Hiervon entfielen auf Werke von Sisley 100 Franc, von Monet 20 Franc, von Renoir 18 Franc, von Pissarro 13 Franc, der Rest kam von verschiedenen Ausstellern. Boudin, Degas und Morisot konnten aus der Ausstellung keine Werke verkaufen. Im Nachgang zur Ausstellung veräußerte Cezanne sein Gemälde Das Haus des Gehängten für den relativ hohen Preis von 300 Franc an Armand Doria. Renoir erzielte wenig später 425 Franc für sein Gemälde Die Loge, das er an den Kunsthändler Père Martin verkaufte.
Am 17. Dezember 1874 fand die Generalversammlung der Societé im Atelier von Renoir in der Rue Saint-Georges Nr. 35 statt. Die anwesenden Béliard, Bureau, Cals, Colin, Degas, Latouche, de Molins, Monet, Auguste Ottin, Léon-Auguste Ottin, Robert, Rouart und Sisley stellten die Endabrechnung fest: Den Ausgaben für Miete, Dekoration, Licht, Plakate, Polizeigebühren, Versicherung, Gehälter usw. standen Einnahmen aus Eintrittsgeldern, Katalogverkäufen, Verkaufsprovisionen, Mitgliedsanteilen und kleinere Schenkungen gegenüber. Am Ende ergaben sich pro Kopf Schulden in Höhe von 184,50 Franc. Daraufhin wurde die Auflösung der Gesellschaft beschlossen und hiermit Bureau, Renoir und Sisley betraut.
Zwei Jahre später gab es dennoch die nächste so genannte Impressionisten-Ausstellung, der bis 1886 weitere Ausstellungen folgen sollten. Das Teilnehmerfeld variierte dabei sehr; nur Camille Pissarro nahm an allen acht Ausstellungen teil. Er war auch eine treibende Kraft am Zustandekommen der weiteren Ausstellung. Hinzu kamen weitere Personen wie der Galerist Durand-Ruel und der Maler Gustave Caillebotte. Von den Teilnehmern der ersten Impressionisten-Ausstellung stellten einige Künstler – beispielsweise Claude Monet – in den Folgejahren auch wieder im offiziellen Salon aus.